# Laredo (Texas)
Laredo es una ciudad ubicada en el sur de Texas en Estados Unidos, en el margen norte del río Bravo en el límite fronterizo entre Estados Unidos y México. Laredo es la sede del Condado Webb, Texas. Según el censo de 2020 de los Estados Unidos, la ciudad tiene 236 091 habitantes y la Zona metropolitana de Nuevo Laredo-Laredo (Nuevo Laredo es la ciudad del lado mexicano) tiene un total de 636 516 habitantes según los conteos oficiales de Estados Unidos y México de 2010. 
Laredo tiene la distinción de haber tenido siete banderas voladas sobre la ciudad. La Catedral de San Agustín es uno de sus símbolos y es la sede de la Diócesis de Laredo. Fundada el 25 de agosto de 1755, Laredo creció de villa a la capital de la difunta República del Río Grande al puerto interior más grande en la frontera estadounidense-mexicana. Hoy, tiene cuatro puentes internacionales y un puente ferroviario. Los aeropuertos que sirven a la ciudad son el Aeropuerto Internacional de Laredo y el Aeropuerto Internacional de Quetzalcoatl en Nuevo Laredo, Tamaulipas. El clima de Laredo es semiárido durante el verano y es fresco durante el invierno. También cuenta con 2 grandes escuelas: Alexander High School y United High School, que han tenido grandes confrontaciones. 
La ciudad tiene cuatro equipos deportivos semi-profesionales: los Bucks de hockey, los Laredo Lemurs de béisbol, el Laredo Heat de fútbol, y los Laredo Rattlesnakes de fútbol americano indoor. La Universidad Internacional de Texas A&M y el Colegio Comunitario de Laredo están situados en Laredo. El festival más grande, la celebración del cumpleaños de Washington es en febrero durante todo el mes, atrayendo centenares de millares de turistas.

## Historia

Laredo en 1895.

La ciudad fue fundada el 25 de agosto de 1755 bajo el nombre Villa de San Agustín de Laredo, en lo que entonces era una provincia novohispana de Nuevo Santander, por el capitán don Tomás Sánchez de la Barrera, quien por órdenes del Gobernador José de Escandón, estableció esta población para colonizar los áridos y remotos territorios del norte de Nueva España. Villa de San Agustín de Laredo fue nombrada en honor de Laredo, Cantabria, España y en honor de San Agustín de Hipona. 
En enero de 1840, Laredo fue la capital de la República del Río Grande, instalada como rebelión al gobierno centralista de Antonio López de Santa Anna; volvió a ser territorio mexicano por fuerza militar en marzo del mismo año. Ocupada el 10 de septiembre de 1846 por Mirabeau Buonaparte Lamar,  durante la Guerra de Intervención Estadounidense en la que México vio desmembrado su territorio y tras establecerse, en el Tratado de Guadalupe Hidalgo, el río Bravo como la nueva frontera internacional, esta población se convirtió en territorio estadounidense. Un referéndum fue realizado en la ciudad, que votó de forma aplastante para solicitar al gobierno militar estadounidense a cargo del área devolver la ciudad a México. Sin embargo, esta petición fue rechazada y los pobladores que se negaron a ser anexados a territorio estadounidense y desearon seguir siendo mexicanos, cruzaron el río a la margen sur y fundaron lo que hoy es la norteña ciudad de Nuevo Laredo, Tamaulipas. En 1849, Estados Unidos instaló el puesto militar de Fort McIntosh (originalmente Camp Crawford) en la ciudad. Laredo fue designada ciudad en 1852. 
Laredo es uno de los pasos fronterizos más viejos a lo largo de la frontera entre los Estados Unidos y México, y el paso fronterizo terrestre más grande de la nación. En 2005, Laredo celebró el 250 aniversario de su fundación. La ciudad es marcadamente demócrata en su afiliación política. La participación en las primarias democráticas excede generalmente a la de las elecciones generales.

## Geografía y geomorfología

Localización de Laredo en el Condado Webb y Texas

Laredo se encuentra ubicada en las coordenadas 27°32′52″N 99°29′13″O / 27.54778, -99.48694. Según la Oficina del Censo de los Estados Unidos, Laredo tiene una superficie total de 234.03 km², de la cual 230.27 km² corresponden a tierra firme y 3.76 km² (1.6 %) es agua. Está a 209 kilómetros (130 millas) al oeste de Corpus Christi y a 232 kilómetros (144 millas) al sudoeste de San Antonio. Laredo está situada en el extremo del oeste de los llanos de Río Bravo que está al sur de la meseta Edwards, de los llanos costeros al este, y de las Sierra Madre al oeste. El área consiste en algunas colinas y tierra plana cubiertas sobre todo de cepillo, roble y mesquite. Es una localización excelente para la caza de ciervo y jabalí. Una característica geográfica notable es el Lago Casa Blanca en el Parque Internacional Lago Casa Blanca. El parque de la ciudad consiste en 371 acres de tierra y 1650 acres superficiales de agua.

## Clima

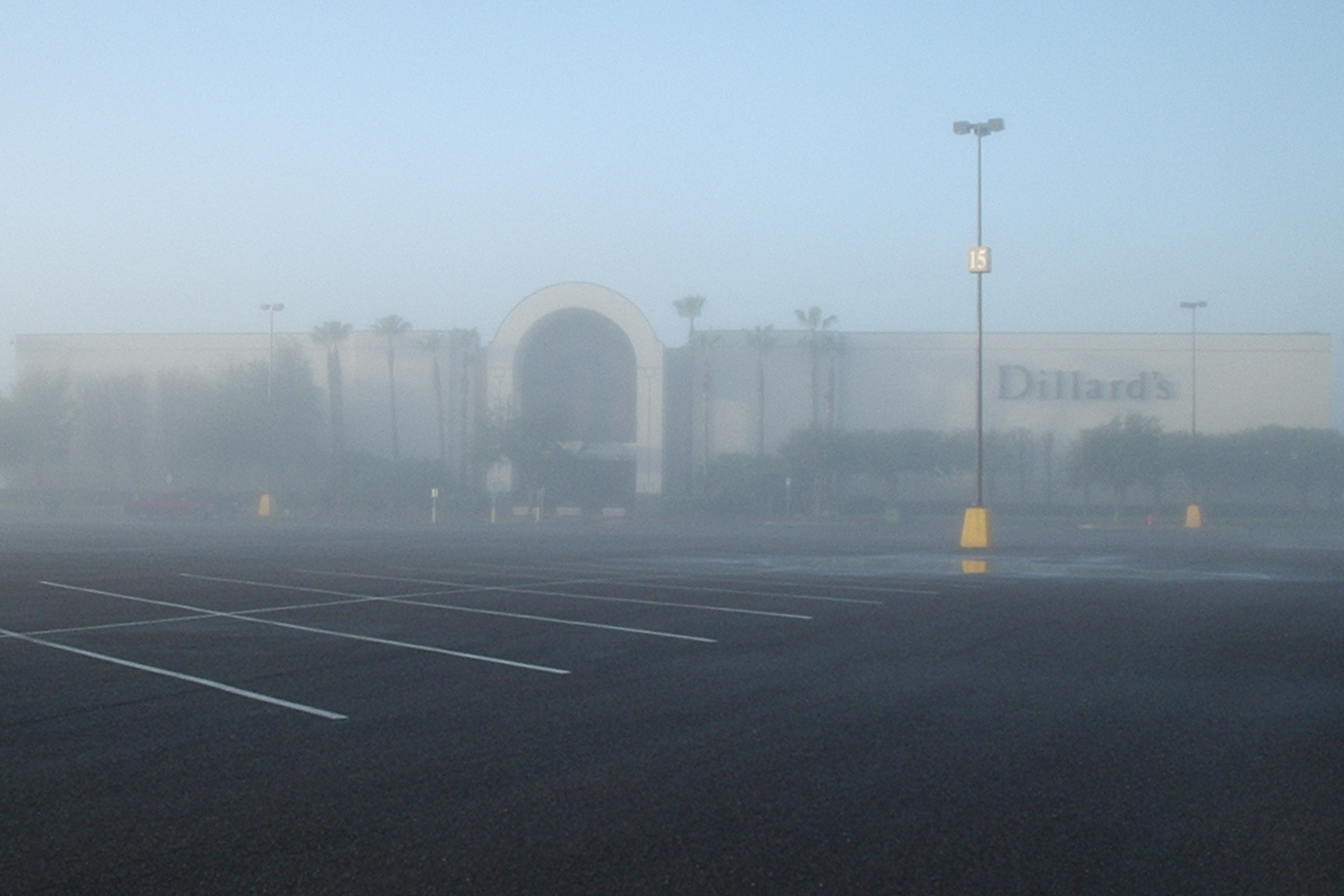
Neblina en la mañana en Laredo

El clima de Laredo se atribuye a su localización entre las Sierra Madre Oriental al oeste y el golfo de México al este. El clima de Laredo es seco y caliente a lo largo del año. Este clima es influenciado por el desierto de México y cualquier humedad del océano Pacífico es atrapada por la Sierra Madre. Aunque Laredo recibe la humedad del Golfo de México, su localización geográfica le hace tener cambios climatológicos extremos tales como períodos largos de calor a tormentas violentas repentinas. Laredo es fresca para los estándares del sur de Texas durante el invierno. Aunque es raro que caiga nieve en Laredo, en la Navidad del 2004 cayó lo suficiente para que la ciudad se viera blanca. Al año caen 500 mm de lluvia.
| Parámetros climáticos promedio de Laredo, Texas (normales 1991–2020, extremos 1902–presente) | Parámetros climáticos promedio de Laredo, Texas (normales 1991–2020, extremos 1902–presente) | Parámetros climáticos promedio de Laredo, Texas (normales 1991–2020, extremos 1902–presente) | Parámetros climáticos promedio de Laredo, Texas (normales 1991–2020, extremos 1902–presente) | Parámetros climáticos promedio de Laredo, Texas (normales 1991–2020, extremos 1902–presente) | Parámetros climáticos promedio de Laredo, Texas (normales 1991–2020, extremos 1902–presente) | Parámetros climáticos promedio de Laredo, Texas (normales 1991–2020, extremos 1902–presente) | Parámetros climáticos promedio de Laredo, Texas (normales 1991–2020, extremos 1902–presente) | Parámetros climáticos promedio de Laredo, Texas (normales 1991–2020, extremos 1902–presente) | Parámetros climáticos promedio de Laredo, Texas (normales 1991–2020, extremos 1902–presente) | Parámetros climáticos promedio de Laredo, Texas (normales 1991–2020, extremos 1902–presente) | Parámetros climáticos promedio de Laredo, Texas (normales 1991–2020, extremos 1902–presente) | Parámetros climáticos promedio de Laredo, Texas (normales 1991–2020, extremos 1902–presente) | Parámetros climáticos promedio de Laredo, Texas (normales 1991–2020, extremos 1902–presente) |
| Mes                                                                                          | Ene.                                                                                         | Feb.                                                                                         | Mar.                                                                                         | Abr.                                                                                         | May.                                                                                         | Jun.                                                                                         | Jul.                                                                                         | Ago.                                                                                         | Sep.                                                                                         | Oct.                                                                                         | Nov.                                                                                         | Dic.                                                                                         | Anual                                                                                        |
| -------------------------------------------------------------------------------------------- | -------------------------------------------------------------------------------------------- | -------------------------------------------------------------------------------------------- | -------------------------------------------------------------------------------------------- | -------------------------------------------------------------------------------------------- | -------------------------------------------------------------------------------------------- | -------------------------------------------------------------------------------------------- | -------------------------------------------------------------------------------------------- | -------------------------------------------------------------------------------------------- | -------------------------------------------------------------------------------------------- | -------------------------------------------------------------------------------------------- | -------------------------------------------------------------------------------------------- | -------------------------------------------------------------------------------------------- | -------------------------------------------------------------------------------------------- |
| Temp. máx. abs. (°C)                                                                         | 36.7                                                                                         | 39.4                                                                                         | 40.6                                                                                         | 43.9                                                                                         | 46.1                                                                                         | 46.1                                                                                         | 45                                                                                           | 43.9                                                                                         | 43.3                                                                                         | 41.7                                                                                         | 38.3                                                                                         | 35                                                                                           | 46.1                                                                                         |
| Temp. máx. media (°C)                                                                        | 20.2                                                                                         | 23.3                                                                                         | 27.1                                                                                         | 31.3                                                                                         | 34.5                                                                                         | 37.2                                                                                         | 37.9                                                                                         | 38.2                                                                                         | 34.5                                                                                         | 30.6                                                                                         | 24.7                                                                                         | 20.5                                                                                         | 30                                                                                           |
| Temp. media (°C)                                                                             | 14.2                                                                                         | 16.6                                                                                         | 20.9                                                                                         | 24.8                                                                                         | 28.2                                                                                         | 30.9                                                                                         | 31.5                                                                                         | 31.7                                                                                         | 28.7                                                                                         | 23.8                                                                                         | 18.9                                                                                         | 14.7                                                                                         | 23.7                                                                                         |
| Temp. mín. media (°C)                                                                        | 8.2                                                                                          | 10.9                                                                                         | 14.6                                                                                         | 18.3                                                                                         | 21.9                                                                                         | 24.6                                                                                         | 25.1                                                                                         | 25.2                                                                                         | 22.8                                                                                         | 18.8                                                                                         | 13.1                                                                                         | 8.9                                                                                          | 17.7                                                                                         |
| Temp. mín. abs. (°C)                                                                         | -9.4                                                                                         | -8.9                                                                                         | -3.9                                                                                         | 0                                                                                            | 2.8                                                                                          | 13.3                                                                                         | 16.7                                                                                         | 15.6                                                                                         | 7.2                                                                                          | -2.2                                                                                         | -6.1                                                                                         | -11.7                                                                                        | -11.7                                                                                        |
| Precipitación total (mm)                                                                     | 19.6                                                                                         | 16.5                                                                                         | 34                                                                                           | 33                                                                                           | 71.6                                                                                         | 46                                                                                           | 47.2                                                                                         | 40.1                                                                                         | 98.3                                                                                         | 42.2                                                                                         | 24.6                                                                                         | 26.7                                                                                         | 499.9                                                                                        |
| Nevadas (cm)                                                                                 | 0                                                                                            | 0                                                                                            | 0                                                                                            | 0                                                                                            | 0                                                                                            | 0                                                                                            | 0                                                                                            | 0                                                                                            | 0                                                                                            | 0                                                                                            | 0                                                                                            | 0.3                                                                                          | 0.3                                                                                          |
| Días de precipitaciones (≥ 0.2 mm)                                                           | 5.4                                                                                          | 4.7                                                                                          | 4.6                                                                                          | 3.7                                                                                          | 5.2                                                                                          | 4.7                                                                                          | 4.4                                                                                          | 4.5                                                                                          | 7.7                                                                                          | 4.1                                                                                          | 4.4                                                                                          | 6.1                                                                                          | 59.5                                                                                         |
| Días de nevadas (≥ 0.2 cm)                                                                   | 0.0                                                                                          | 0.0                                                                                          | 0.0                                                                                          | 0.0                                                                                          | 0.0                                                                                          | 0.0                                                                                          | 0.0                                                                                          | 0.0                                                                                          | 0.0                                                                                          | 0.0                                                                                          | 0.0                                                                                          | 0.1                                                                                          | 0.1                                                                                          |
| Fuente: NOAA                                                                                 |                                                                                              |                                                                                              |                                                                                              |                                                                                              |                                                                                              |                                                                                              |                                                                                              |                                                                                              |                                                                                              |                                                                                              |                                                                                              |                                                                                              |                                                                                              |

## Demografía
Según el censo de 2010, había 236 091 personas residiendo en Laredo. La densidad de población era de 1008,82 hab./km². De los 236 091 habitantes, Laredo estaba compuesto por el 87.71 % blancos, el 0.47 % eran afroamericanos, el 0.41 % eran amerindios, el 0.62 % eran asiáticos, el 0.01 % eran isleños del Pacífico, el 9.27 % eran de otras razas y el 1.52 % pertenecían a dos o más razas. Del total de la población el 95.62 % eran hispanos o latinos de cualquier raza.

## Gobierno
El gobierno de la ciudad de Laredo es controlado por un sistema de cabildo de la ciudad fuerte-alcalde débil. Aunque el alcalde preside el consejo de ciudad, el/ella puede votar solamente para romper un empate. Las elecciones de la ciudad se celebran en mayo. El gobierno municipal de la ciudad es administrado por el encargado de la ciudad que es empleado por el consejo de ciudad. Todos los puestos políticos de la ciudad tienen un término de cuatro años. Las sesiones del Consejo de ciudad se celebran los lunes y se pueden ver en el canal público del acceso en Laredo.

Alcalde de la ciudad - Victor Trevino

Encargado de la ciudad - Carlos Villareal

Cabildo de la ciudad:

Distrito 1 - Rodolfo "Rudy" González

Distrito 2 - Esteban Rangel

Distrito 3 - Álex Pérez

Distrito 4 - Juan Narváez

Distrito 5 - Roque Vela Jr.

Distrito 6 - Charlie San Miguel

Distrito 7 - George Altgelt

Distrito 8 - Roberto Balli

## Representantes estatales y federales
Representantes de la Cámara de Texas

Distrito 31 - Ryan Guillen, demócrata

Distrito 42 - Richard Peña Raymond, demócrata

Senado de Texas

Distrito 21 - Judith Zaffirini, demócrata

Representante de la Cámara de Estados Unidos

Distrito 28 - Henrio Cuéllar, demócrata

## Educación
La ciudad de Laredo es servida por dos distritos escolares y tres universidades: 
| Distritos Escolares: - Distrito Escolar Independiente de Laredo - Distrito Escolar Independiente United | Universidades: - Colegio Comunitario de Laredo - Universidad Internacional de Texas A&M - Centro de Ciencias de la Salud de la Universidad de Texas |

## Economía
Como resultado de la ubicación de Laredo en América del Norte, la autopista interestatal 35 / mexicana Federal Highway 85, la aprobación del Tratado de Libre Comercio de América del Norte (TLCAN), docenas de plantas de montaje individuales, y docenas de agencias de exportación de importación para agilizar el comercio, Laredo es el puerto interior más grande en los Estados Unidos, y Nuevo Laredo la mayor de América Latina. Laredo es un destino de compras para los compradores mexicanos del norte de México.

### Comercio
Más del 47 por ciento del comercio internacional de Estados Unidos se dirigió a México y más del 36 por ciento del comercio internacional de México pasa por el puerto de Laredo. La economía de Laredo gira alrededor de la importación y la exportación. Laredo se benefició de la aprobación del Tratado de Libre Comercio de América del Norte. El puerto de entrada de Laredo se compone de cuatro puentes internacionales que cruzan el Río Bravo en los estados mexicanos de Tamaulipas y Nuevo León.

### Ventas
Las ventas minoristas atraen a los compradores del norte de México y sur de Texas. Hay un centro comercial situado en Laredo, Mall del Norte, que es el más grande del Sur de Texas y uno que se está construyendo actualmente, The Outlet Shoppes at Laredo que ocupará el espacio del antiguo River Drive Mall al lado del Puente Internacional 1 y será de 3 pisos. Otro centro comercial se encuentra en las etapas de planificación, Laredo Town Center. Existen docenas de plazas comerciales con cientos de tiendas. Streets of Laredo Urban Mall es una asociación creada por las empresas de San Iturbide, en el barrio histórico de San Agustín para embellecer y renovar la zona centro.
- Mall del Norte: 1 198 199 pies cuadrados (111 316.3 m²)
- The Outlet Shoppes at Laredo: 380 000 pies cuadrados (35 000 m²)
- Streets of Laredo Urban Mall

### Información del mercado laboral
A partir de octubre de 2007, el mercado laboral de Laredo fue en los sectores de actividad siguientes: comercio, transporte y servicios públicos (32 %), información (1 %), actividad financiera (5 %), servicios profesionales y de negocios (6 %), servicios de educación y salud (15 %), esparcimiento y hostelería (10 %), gobierno (23 %), minería y construcción (5 %), manufactura (2 %) y otros servicios (2 %).
En Laredo se ha incrementado el número de empleos no agrícolas de 55 100 en enero de 1996 a 86 600 en octubre de 2007. Laredo ha experimentado una mayor tasa del crecimiento de empleo (2 % - 6,5 %) que la de todo Texas. En 2007, Laredo experimentó una tasa de crecimiento del empleo del 2,5 %. A partir de octubre de 2007, la tasa de desempleo de Laredo fue del 4,1 % o 3700 personas desempleadas, en comparación con 3,9 % en Texas a nivel estatal. Se trata de una caída significativa desde mediados de la década de 1990, cuando el desempleo de Laredo fue superior al 15 %.
Laredo ha tenido un crecimiento positivo en el mercado laboral desde mediados de la década de 1990, los reveses de la industria minera (petróleo / gas) desplazaron unos pocos miles de trabajadores a otros sectores como el comercio internacional y la construcción. Muchos empleadores grandes en las industrias de gas y petróleo cerraron operaciones en Laredo y en todo Texas. El mismo efecto se produjo en la industria del vestido (Levis y Haggar) a lo largo de la zona fronteriza de Texas. Laredo experimentó el cierre de la primera y única empresa productora de prendas de vestir (Barry) con cerca de 300 trabajadores. Ha crecido a rápido ritmo el crecimiento del empleo de Laredo en los servicios de venta al por menor gracias a consumidores de México.

## Gente y cultura

### Festividades anuales

#### Celebración del Nacimiento de Washington
La Celebración del Nacimiento de Washington conocida como (en inglés: George Washington Birthday Celebration) WBCA se celebra desde hace mucho tiempo. La celebración fue fundada en año 1898 por la sección local de la tribu Yaqui #59 de la Orden Mejorada de Hombres Rojos. Es la celebración más grande de su clase en los Estados Unidos con aproximadamente 400 000 asistentes anualmente. La primera celebración fue un éxito fenomenal. Su éxito y renombre crecieron rápidamente y en 1923 recibió reconocimiento del estado de Texas. En 1924, la celebración ofreció su primer desfile colonial, donde trece muchachas jóvenes de Laredo fueron vestidas en atuendos coloniales, representando a las trece colonias originales. La celebración incluye dos desfiles, un carnaval, un festival aéreo, fuegos artificiales, conciertos y una fiesta en toda la ciudad, durante los cuales muchos usan vestuarios formales y coloniales. Uno de sus acontecimientos principales, el Festival del Jalapeño, se ha nombrado recientemente uno de los festivales culinarios entre los 10 mejores en Estados Unidos debido a su competencia de comer la máxima cantidad de jalapeños en 15 minutos. El WBCA es una institución de Laredo, con su historia atada de cerca a la historia de la comunidad.

#### Jamboozie
Jamboozie se celebra en la última semana de enero en Laredo. Es parte de las Celebraciones del Cumpleaños de Washington. Es una fiesta al estilo Mardi Gras de Nueva Orleáns. Este festejo se celebra en las calles de Laredo en el centro histórico San Agustín. El Jamboozie se conoce para como ser una fiesta colorida, con mucha gente vestida con máscaras y vestuarios ostentosos. Esta fiesta tiene cuatro conciertos musicales al mismo tiempo que ofrecen músicos locales y bandas regionales (sobre todo rock alternativo, rock clásico y música en español). Hay varias barras a lo largo de las calles en el área del festejo.

### Recreativo

#### Parque Internacional Lago Casa Blanca del Estado
Parque Internacional Lago Casa Blanca del Estado es un parque con un lago de 1.680 acres, las aplicaciones del parque incluye, acampada, natación, esquí, canotaje, ir en bicicleta de montaña y el uso recreativo más popular del lago es la pesca. Rampas para lanchas están disponibles a través de todo el lago. El lago está situado en el este de la ciudad.

### Museos

#### Museo del Capitolio de la República del Río Grande
El Museo del Capitolio de la República del Río Grande está situado en el distrito histórico San Agustín en el centro de Laredo. El edificio fue el capitolio de la República del Río Grande. El Museo ofrece antigüedades de la república de breve duración. Exhibe cuadros, libros, y muebles del siglo XIX del área de Laredo. Debido a esta república, Laredo tiene la diferencia de todo Estados Unidos de haber tenido siete banderas voladas sobre la ciudad en vez de las seis banderas tradicionales sobre Tejas.

#### El Centro de las Artes de Laredo
El Centro de las Artes de Laredo está situado en el centro de Laredo. El edificio contiene tres galerías: la Galería Goodman, la Galería de la Liga del Arte de Laredo y la Galería Lilia G. Martínez. El Centro de las Artes está situado en las antiguas oficinas del palacio municipal conocidas como El Mercado, exhibe arte regional y proporciona eventos comunitarios para niños y adultos. A través de la calle, el teatro anterior está actualmente bajo consideración para la renovación para un teatro de ejecución futuro de las artes.

#### Imaginarium del Sur de Texas
El Imaginarium del Sur de Texas (anteriormente: museo de los niños de Laredo), está situado en Mall del Norte, provee una experiencia de ciencia, tecnología, y arte para la juventud de Laredo. Un segundo museo se planea en el campus de Universidad Internacional de Texas A&M.

#### Planetario Centro de la Ciencia
El Planetario Centro de la Ciencia en TAMIU está situado en Universidad Internacional de Texas A&M. El planetario rodea a las audiencias en una bóveda con una imagen exacta del cielo de la noche. Puede demostrar todos los movimientos y ciclos del cielo. Puede crear una experiencia multimedia que revela las maravillas del cosmos. Puede interpretar el universo de una manera que abrogue a la mente y al ojo. Digistar 3 es el sistema usado en el planetario de TAMIU que permite llevar a la audiencia en un viaje fantástico a través del cosmos.

## Deportes

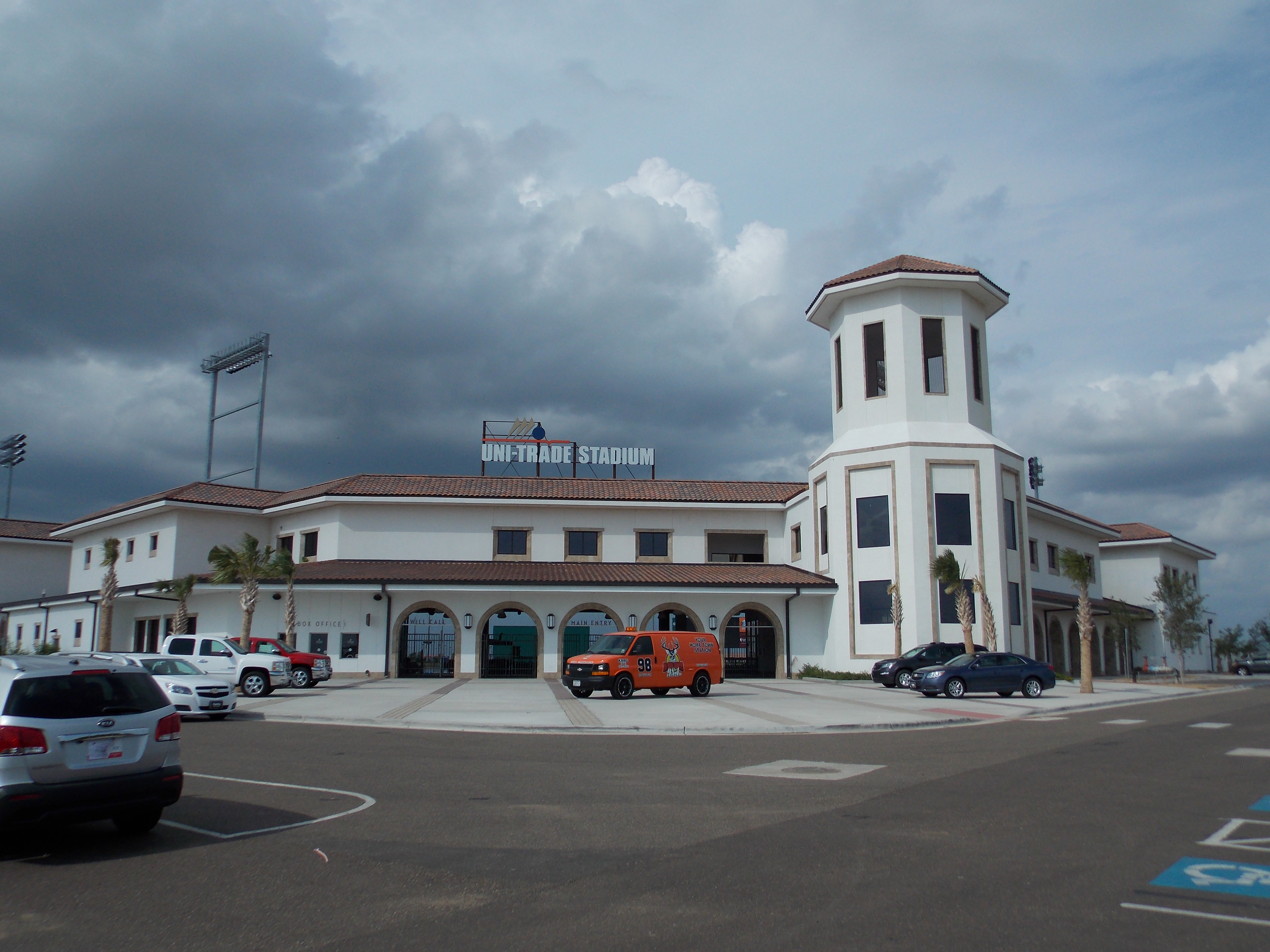
Uni-Trade Stadium

### Heat de Laredo
El Heat es un equipo de la Premier Development League. Fue fundado en el 2004 y su estadio casero es la Universidad Internacional de Texas A&M. Juega en la División Centro-Sur de la Conferencia Sur. En la temporada 2006 ganó el campeonato de la liga.

### Tecolotes de los Dos Laredos
A partir de la temporada 2018 es casa de los Tecolotes de los Dos Laredos, equipo que compite en la Liga Mexicana de Béisbol.

### Lemurs de Laredo
Los Lémures juegan béisbol en la Asociación Americana en el nuevo estadio Uni-Trade Stadium.  El equipo fue fundado en el 2011.

### Laredo Roses
Laredo Roses es un equipo de fútbol americano femenil que juega en la Sugar N Spice Football League.

### Laredo Swarm
El Swarm de Laredo es un equipo de baloncesto, fundado en 2015, que juega en la ABA.

## Estadios / Arenas

### El Centro de Entretenimiento de Laredo
El Centro de Entretenimiento de Laredo (CEL) está situado en la carretera 20 y Jacaman Road. El CEL es el campo de los Bucks de Laredo y de los Lobos de Laredo. Es un estadio multipropósito con una capacidad de 9622. Fue terminado en 2002 con la ayuda del aumento del impuesto de ventas de Laredo de 0.25 %. Los deportes que se pueden jugar en el LEC son variados: hockey, fútbol americano, fútbol, baloncesto, lucha libre y boxeo.

### El Centro Actividad
El Centro de Actividad es un complejo de deportes que está situado en la carretera 359. Se utiliza para los deportes del Distrito Escolar Independiente United. Fue construido en 2004 y contiene el único estadio campo artificial en la ciudad. El SAC es también el campo del equipo Heat de Laredo. Tiene una capacidad es 8500 espectadores. Los deportes jugados en el SAC son tres: fútbol americano, fútbol y béisbol. 

### Campo Shirley
El campo Shirley está situado al lado del centro cívico en la avenida San Bernardo, es la localización para el atletismo al aire libre para el Distrito Escolar Independiente Laredo y también recibe los acontecimientos anuales de las Olimpiadas de la frontera. Los deportes jugados en el campo incluyen: béisbol, fútbol y fútbol americano.

### Campo de los Veteranos
El Campo de los Veteranos es un parque de béisbol. Es el campo casero del Los Broncos de Laredo. Tiene capacidad de sostener 5000 aficionados. Renovación importante está ocurriendo ahora para poner al día al estadio de béisbol de 1950.

## Transportes

### Aérea
La ciudad de Laredo es servida por Aeropuerto Internacional de Laredo. Los vuelos diarios están disponibles para viajar a Houston al (Aeropuerto Intercontinental George Bush) y a Dallas al Aeropuerto Internacional de Dallas-Fort Worth. Vuelos tri-semanales a Las Vegas y bisemanales a Orlando están disponibles. El Aeropuerto Internacional Quetzalcóatl está situado en Nuevo Laredo y él tiene vuelos diarios a la Ciudad de México al Aeropuerto Internacional de la Ciudad de México. Los operadores del cargo DHL, FedEx, y UPS para exportación a México están localizados en aeropuerto de Laredo. Laredo también tiene dos aterrizajes de helicópteros médicos, en el Centro Médico de Laredo y en el Hospital de Doctores de Laredo.

### El Metro
El Metro es el sistema de tránsito que funciona en Laredo con 21 rutas fijadas y los servicios de Paratransito con aproximadamente 4.6 millones de pasajeros por año. El Metro funciona con una flota de más de 47 autobuses fijados con ruta, 2 carretillas y de 18 furgonetas de la elevación de Paratransito. La central del Metro está situada en el centro de Laredo.

### Puentes Internacionales
Laredo, Texas tiene 4 puentes internacionales para vehículos tres que unen Laredo con Nuevo Laredo, Tamaulipas y uno que une Laredo con Colombia, Nuevo León: 
- Puente Internacional Portal a las Américas
- Puente Internacional Juárez-Lincoln
- Puente Internacional Colombia-Solidaridad
- Puente Internacional Comercio Mundial

Laredo también tiene un puente ferroviario internacional: 
- Puente Internacional Ferroviario Texas-Mexican

Hay 3 puentes internacionales propuestos en Laredo: 
- Puente Internacional 5 de Laredo
- Puente Ferroviario Internacional 2 de Laredo
- Puente Ferroviario Internacional 3 de Laredo-Colombia

### Ciudades cercanas
| Ciudad                        | Población | Distancia (mi) |
| ----------------------------- | --------- | -------------- |
| Nuevo Laredo, Tamaulipas      | 355 827   | 0km (0mi)      |
| Monclova, Coahuila            | 222 191   | 199km (124mi)  |
| Monterrey, Nuevo León         | 3 664 334 | 201km (125mi)  |
| Anáhuac, Nuevo León           | 23 118    | 45km (28mi)    |
| Reynosa, Tamaulipas           | 526 888   | 209km (130mi)  |
| Corpus Christi, Texas         | 409 741   | 211km (131mi)  |
| San Antonio, Texas            | 1 942 217 | 248km (154mi)  |
| Heroica Matamoros, Tamaulipas | 462 157   | 268km (167mi)  |
| Saltillo, Coahuila            | 648 929   | 291km (181mi)  |

## Ciudades hermanas
Las siguientes localidades son ciudades hermanas de Laredo
db city, ed. (2022). «Convenios de hermanamiento y amistad».
- Murray Bridge, Australia 1984[24]
- Tainan, Taiwán 1985[24]
- Nuevo Laredo, México 1986[24]
- Laredo, España 1987[24]
- Jerez de García Salinas, México 1987[24]
- Tlahualillo, México (1987)[24][25]
- Veracruz, México 1992[24]
- Ciénega de Flores, México (1995)[24][26]
- Guadalupe, México (2000)[24][27]
- Lampazos de Naranjo, México 2000[24]
- Chenzhou, China 2001[24]
- San Antonio de Areco, Argentina 2001[24]
- San Miguel de Allende, México (2001)[24][28]
- Mexticacan, México (2002)[24][29]
- Zixing, China 2002[24]
- Acambaro, México (2004)[24][30]
- Torreon, México 2004[24]
- Wuwei, China 2004[24]
- Leon, México (2005)[24][31]
- Guadalajara, México (2006)[24][32][33]
- Tepatitlán, México (2006)[24][34]
- Tijuana, México (2007)[24][35]
- Cuernavaca, México (2007)[24][36][37]
- Ciudad General Escobedo, México (2008)[38]
- Ciudad Valles, México (2009)[24][39]
- Lázaro Cárdenas, México (2010)[24][40]
- San Francisco de Campeche, México (2011)[24][41]
- Monclova, México (2011)[24][42]
- San Miguel el Alto (2012)
- Estado de San Luis Potosi (2012)[43]

 Jalpan de Serra, México (2013)
- Cuautla (2013)[56]
- San Luis Potosí, México (2014)[57]
- Francisco I. Madero, México (2015)[58]
- Corregidora, México (2016)[59]

 Manzanillo, México (2017)
- Rioverde, México (2021)[62]
- Monterrey, México (2019)[63][64][65]
- San Mateo Atenco, México (2021)[66]
- Nuevo León, México (2021)[67]
- Zaachila, México (2021)[68]
- Uruapan, México (2021)[69]
- Cerralvo, México[24]
- General Escobedo, México[24]
- General Terán, México[24]
- La Cruz, Costa Rica[24]
- Los Herreras, México[24]
- Lower Hutt, Nueva Zelanda[24]
- Montemorelos, México[24]
- Papantla, México[24]
- Tonalá, México[24]
- Wenzhou, China[24]
- Durango
- Marin
- Abasolo, México
- Irapuato, México
- Xalapa, México
- Guanajuato, México
- Angostura, México

## Galería de fotos

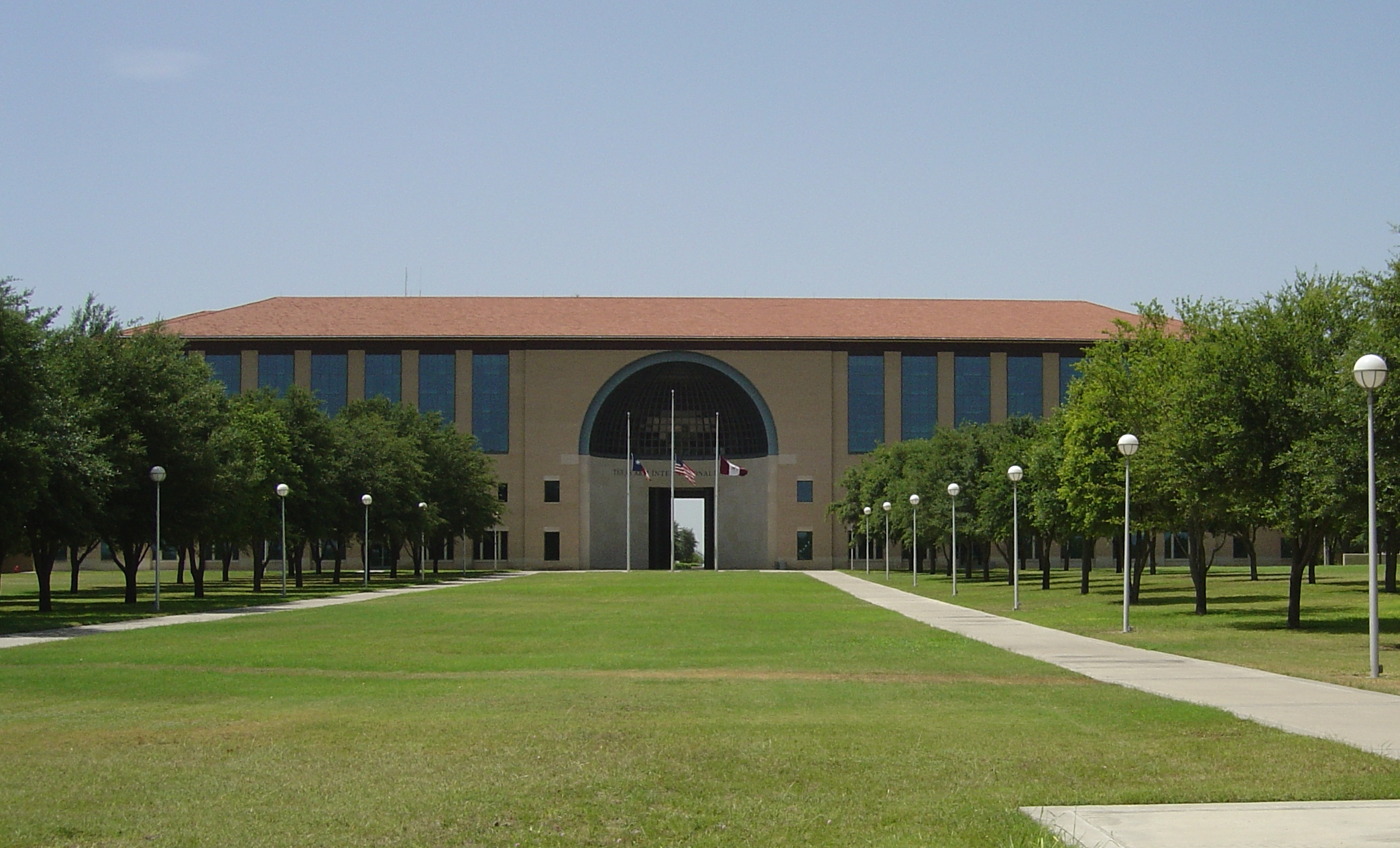
Edificio administrativo y biblioteca de Universidad Internacional de Texas A&M
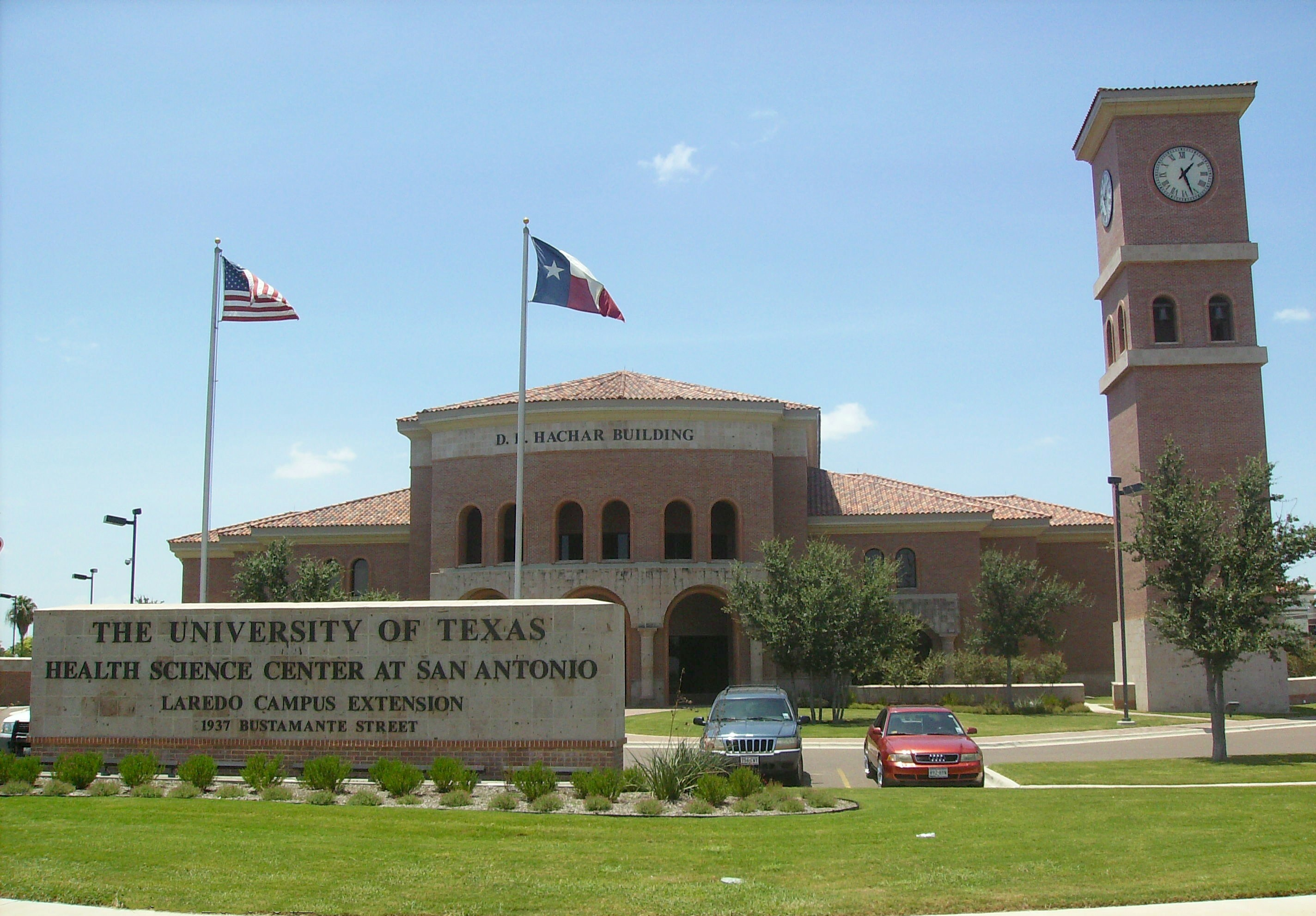
Universidad de Texas edificio de medicina y ciencias
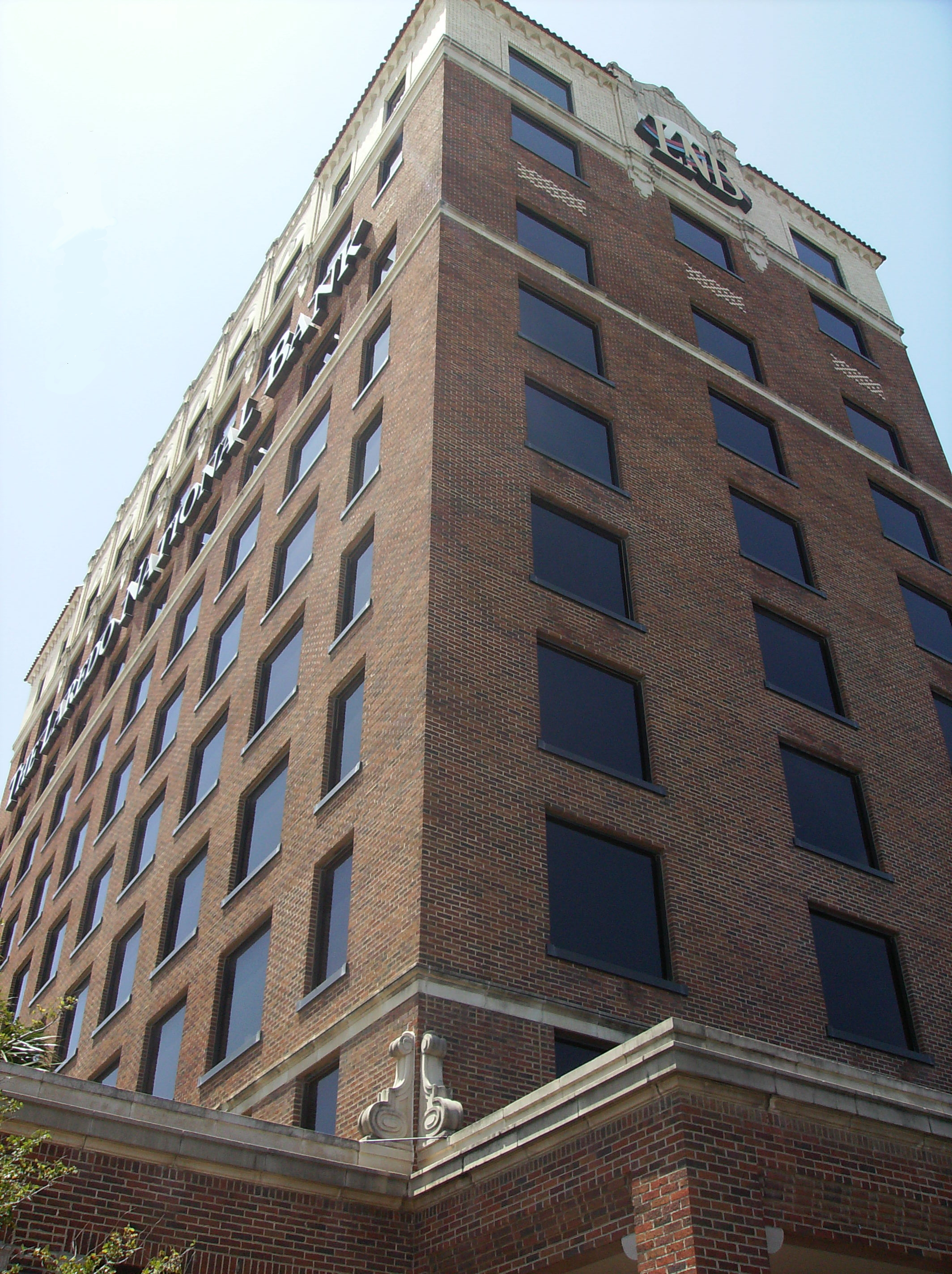
Banco Nacional de Laredo
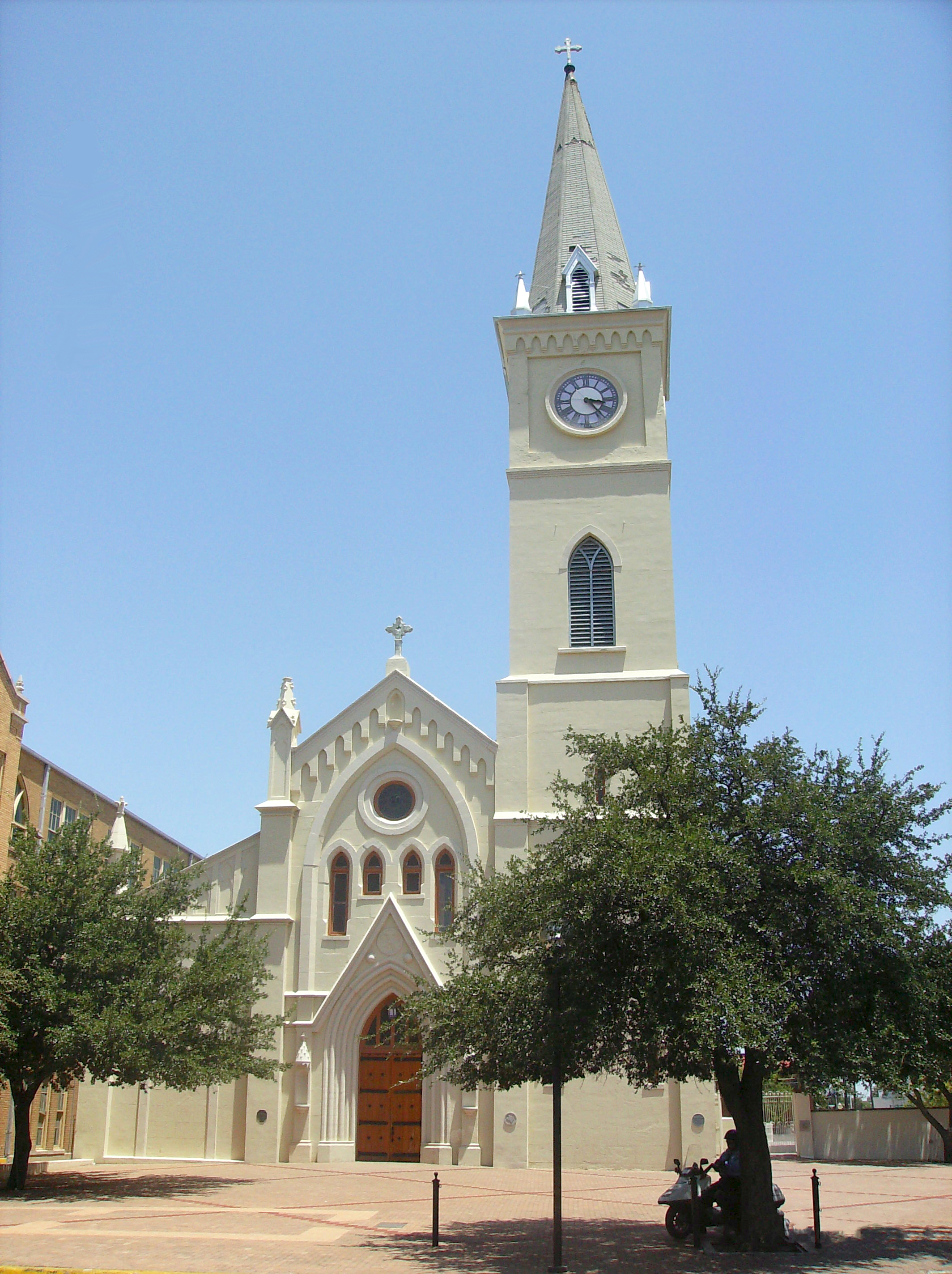
Catedral San Agustín
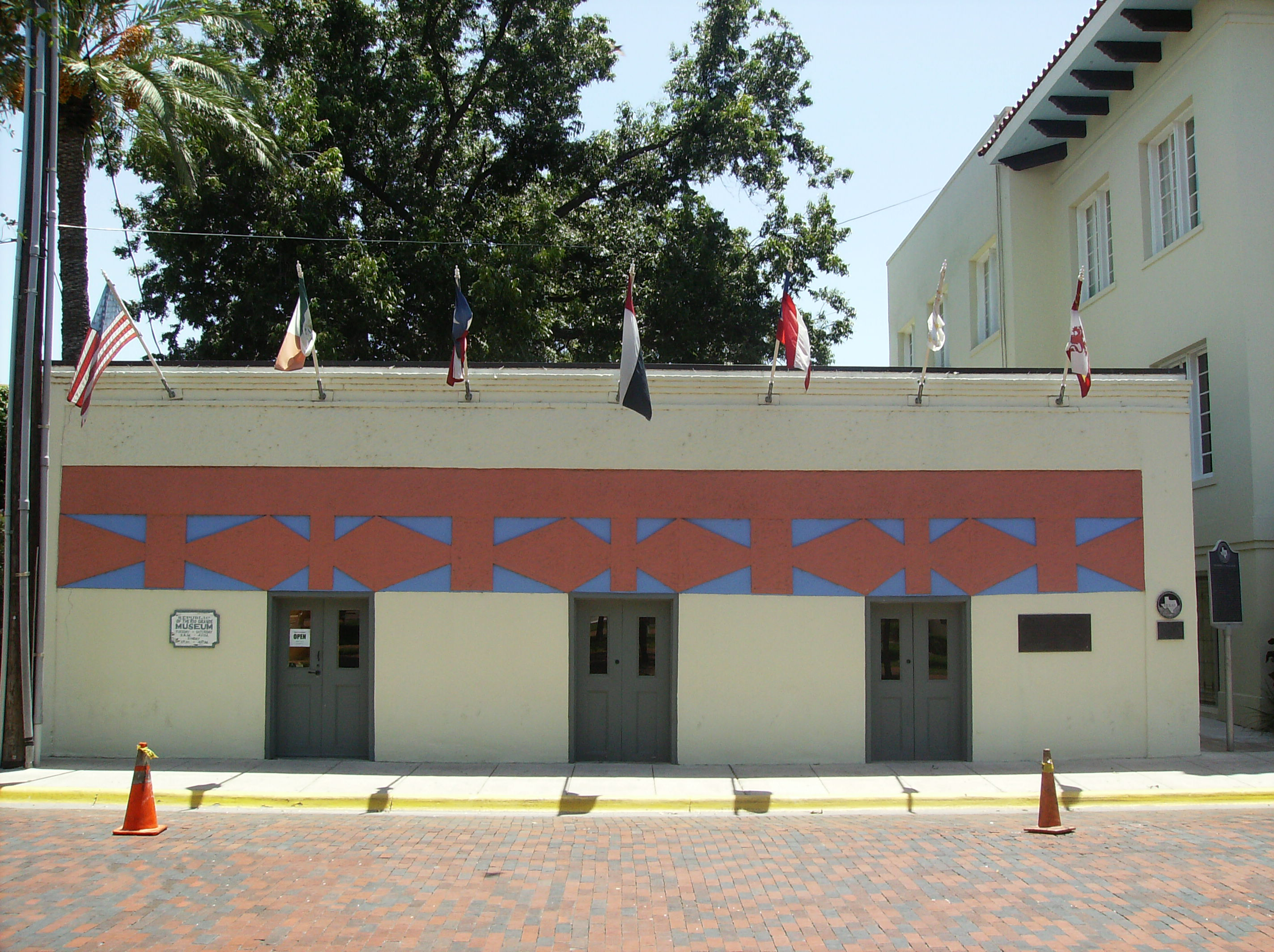
Capital de la República del Río Grande
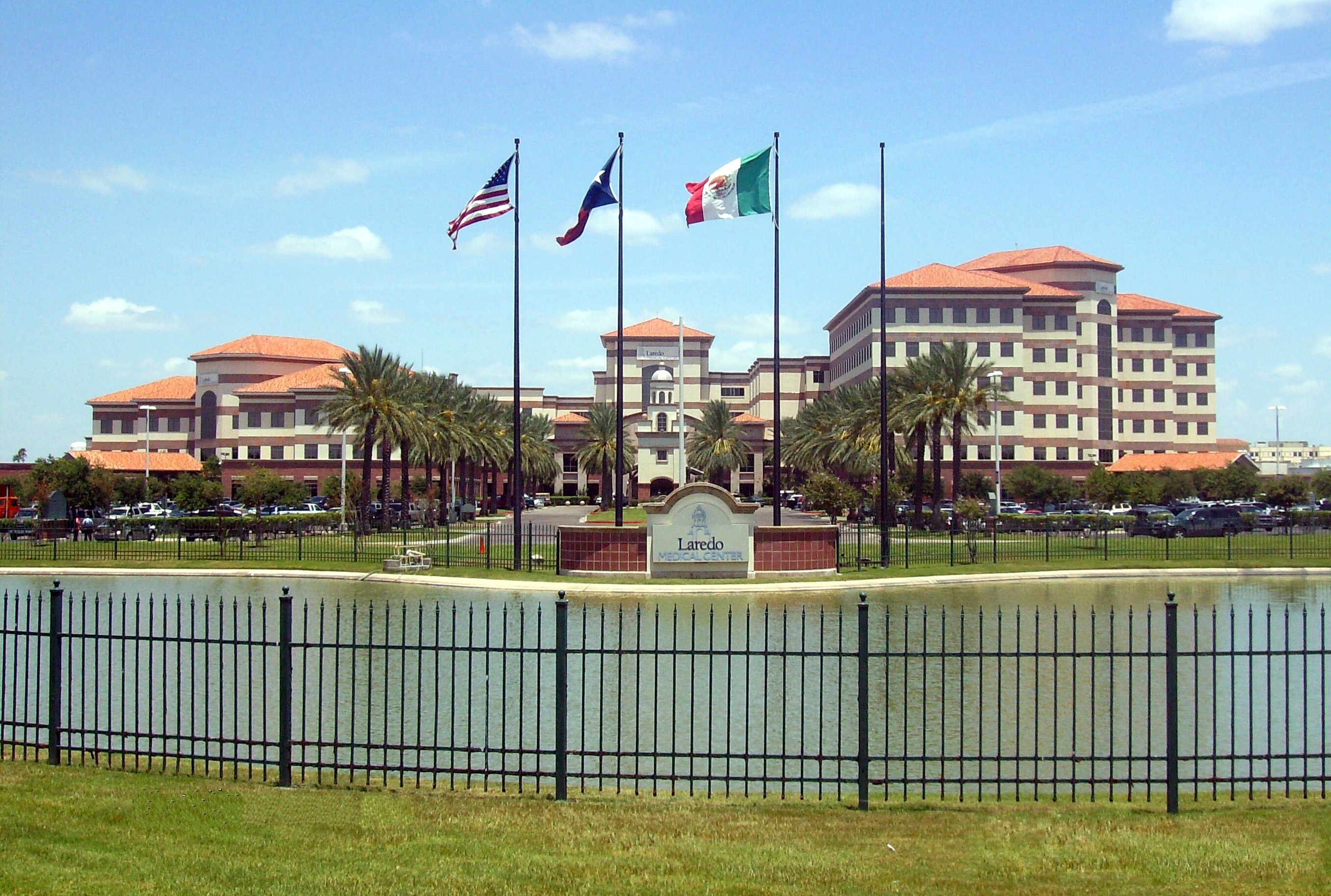
Centro Médico de Laredo
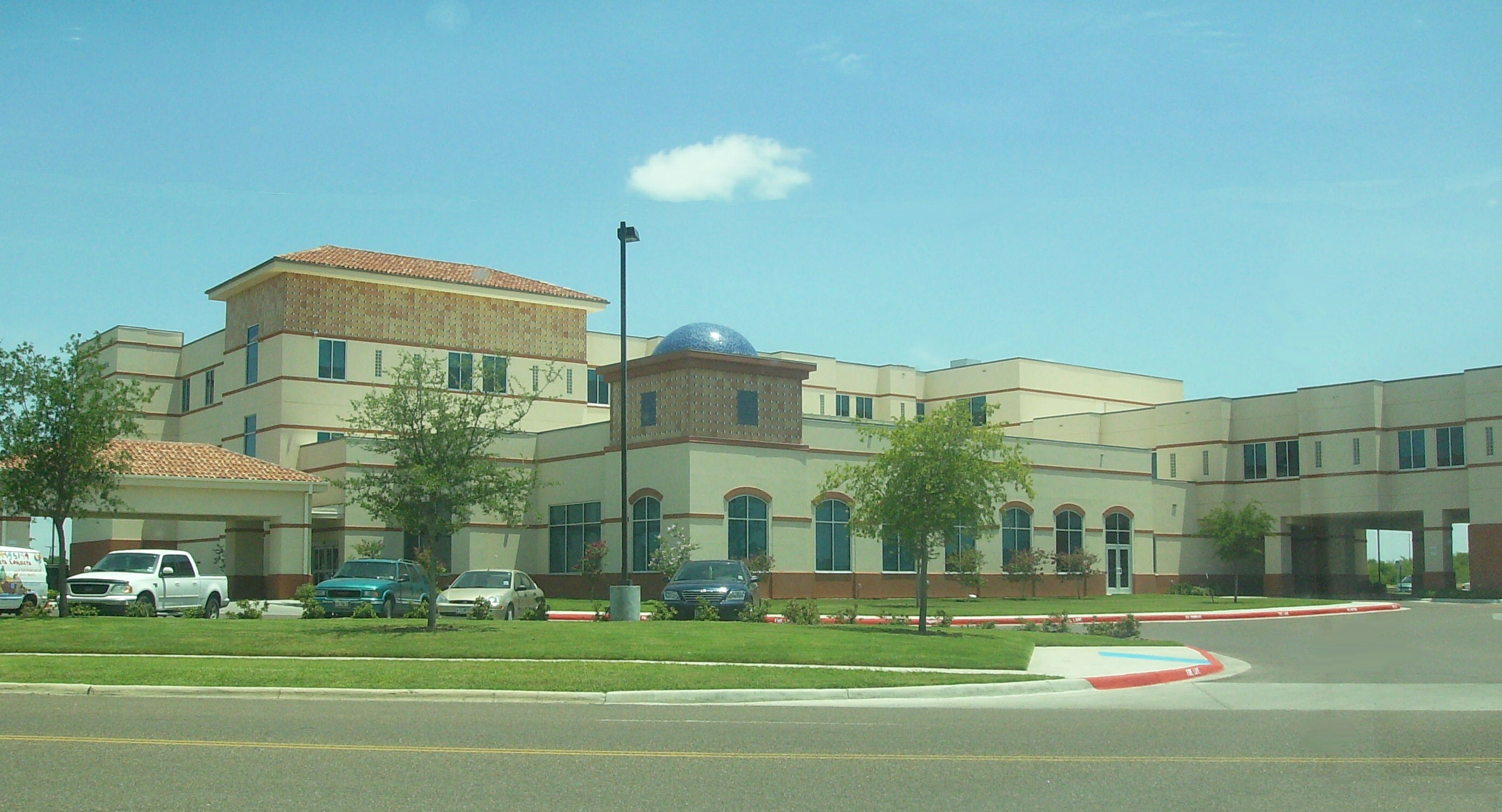
Centro de Salud de la comunidad
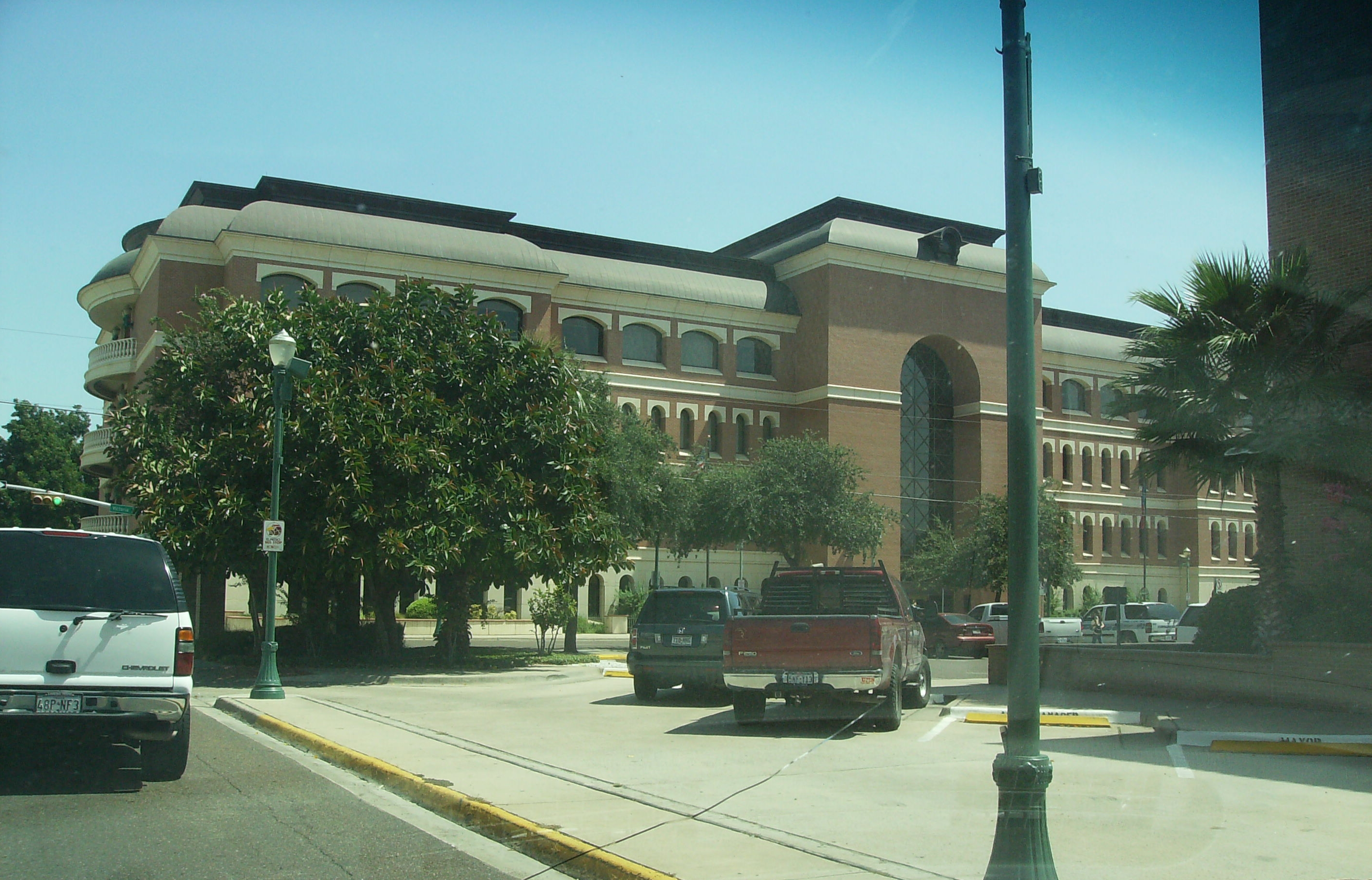
Palacio del condado de Webb
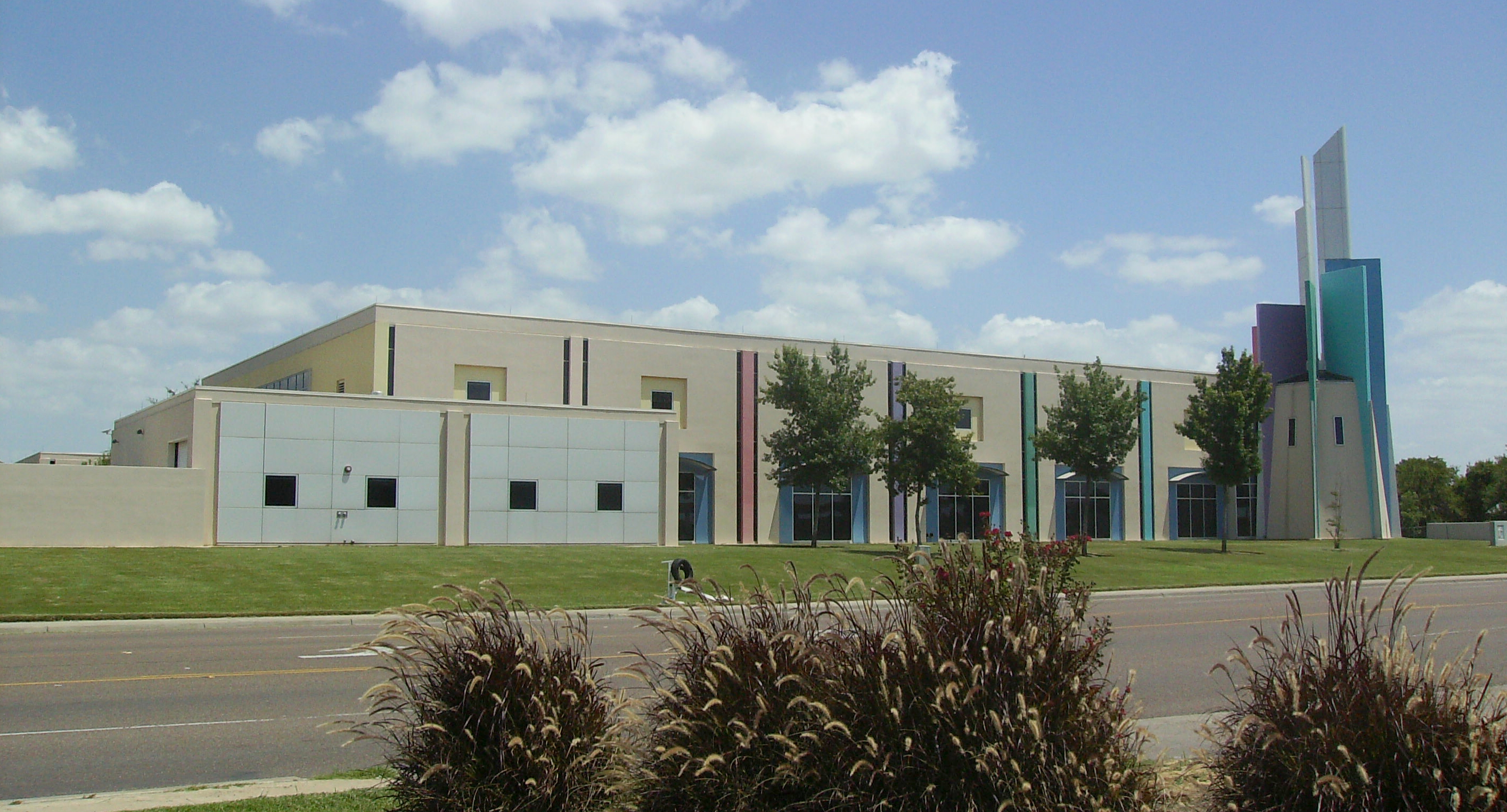
Biblioteca Pública de Laredo
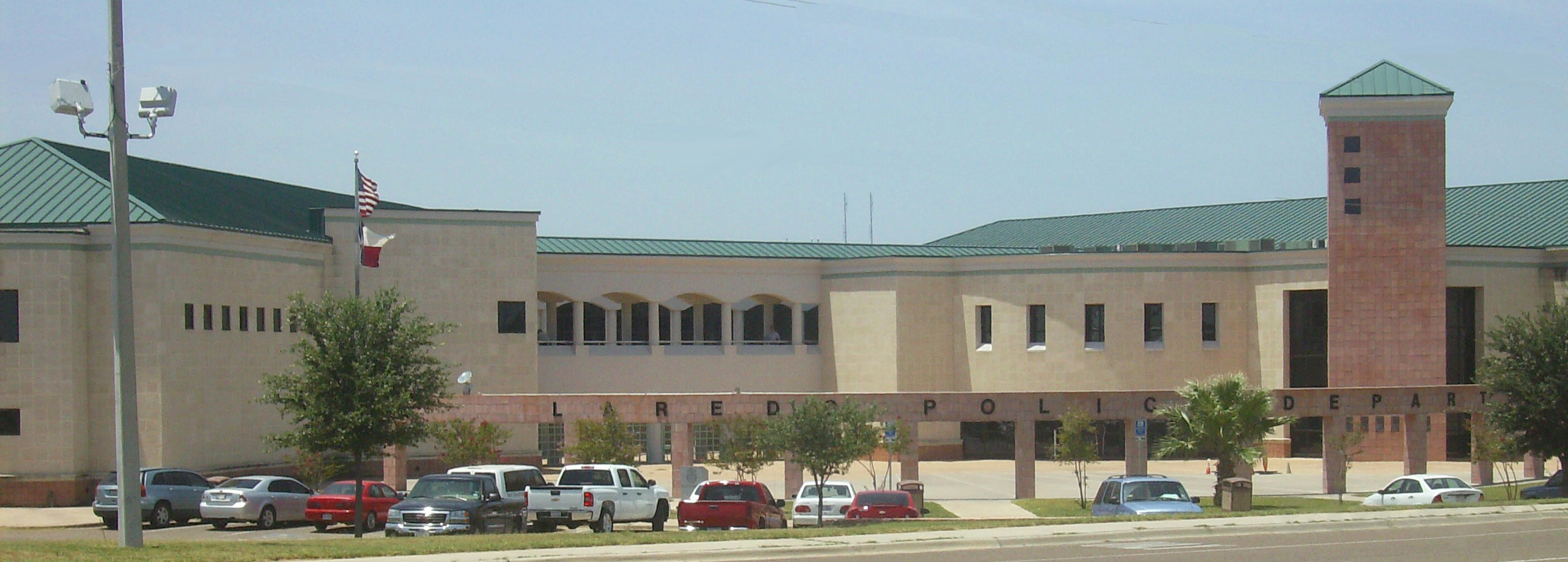
Departamento de Laredo
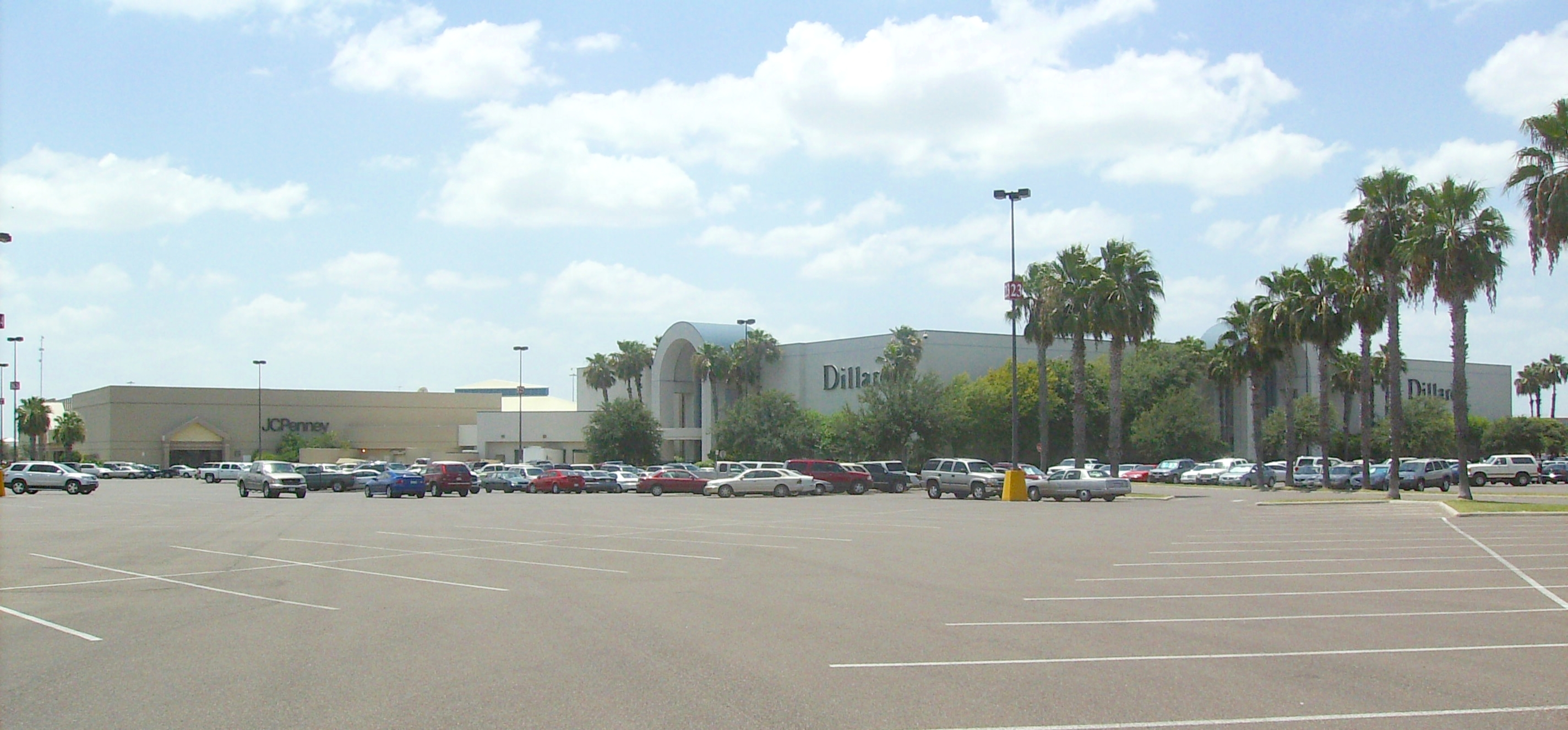
Centro comercial del Norte
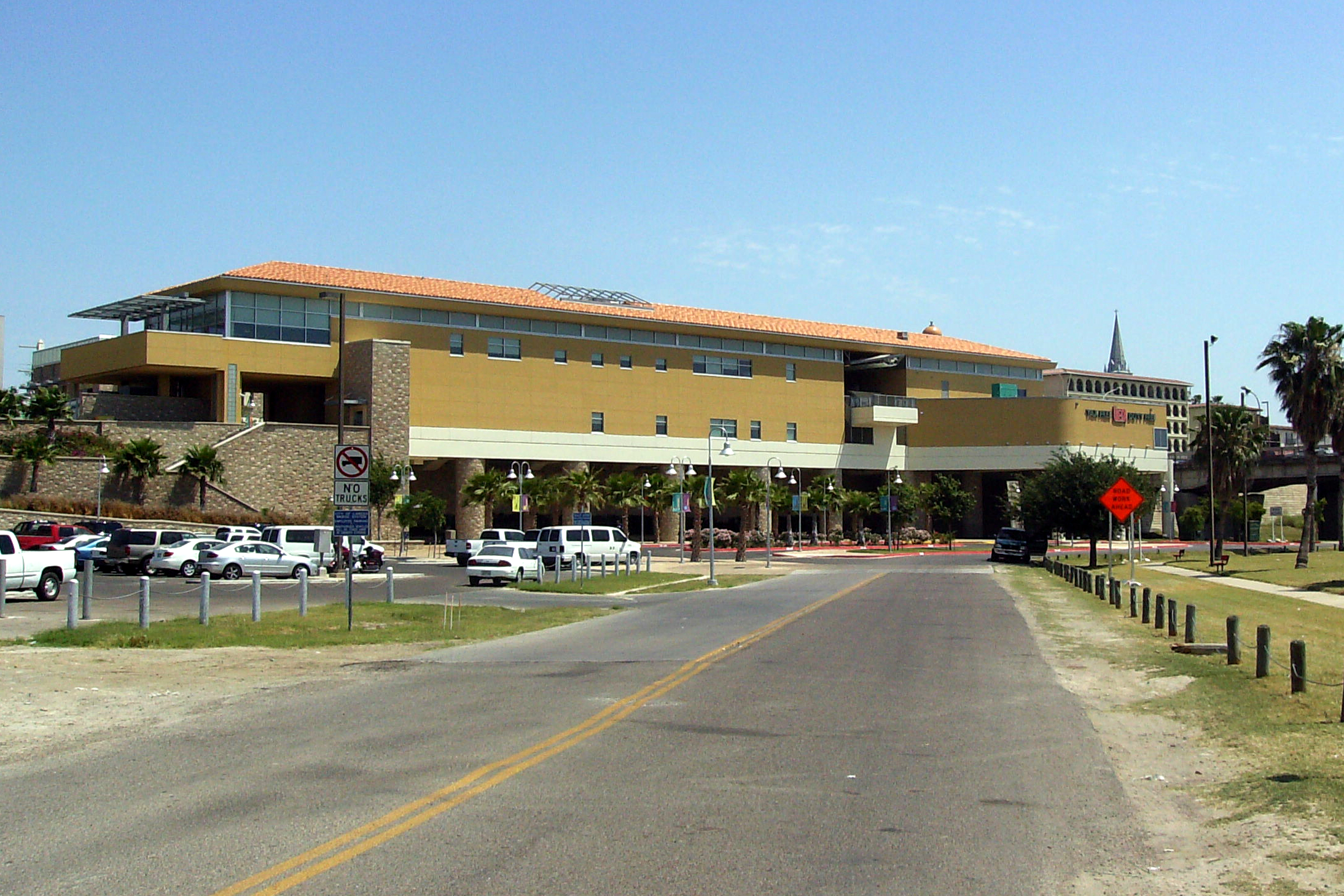
Zona libre de impuestos
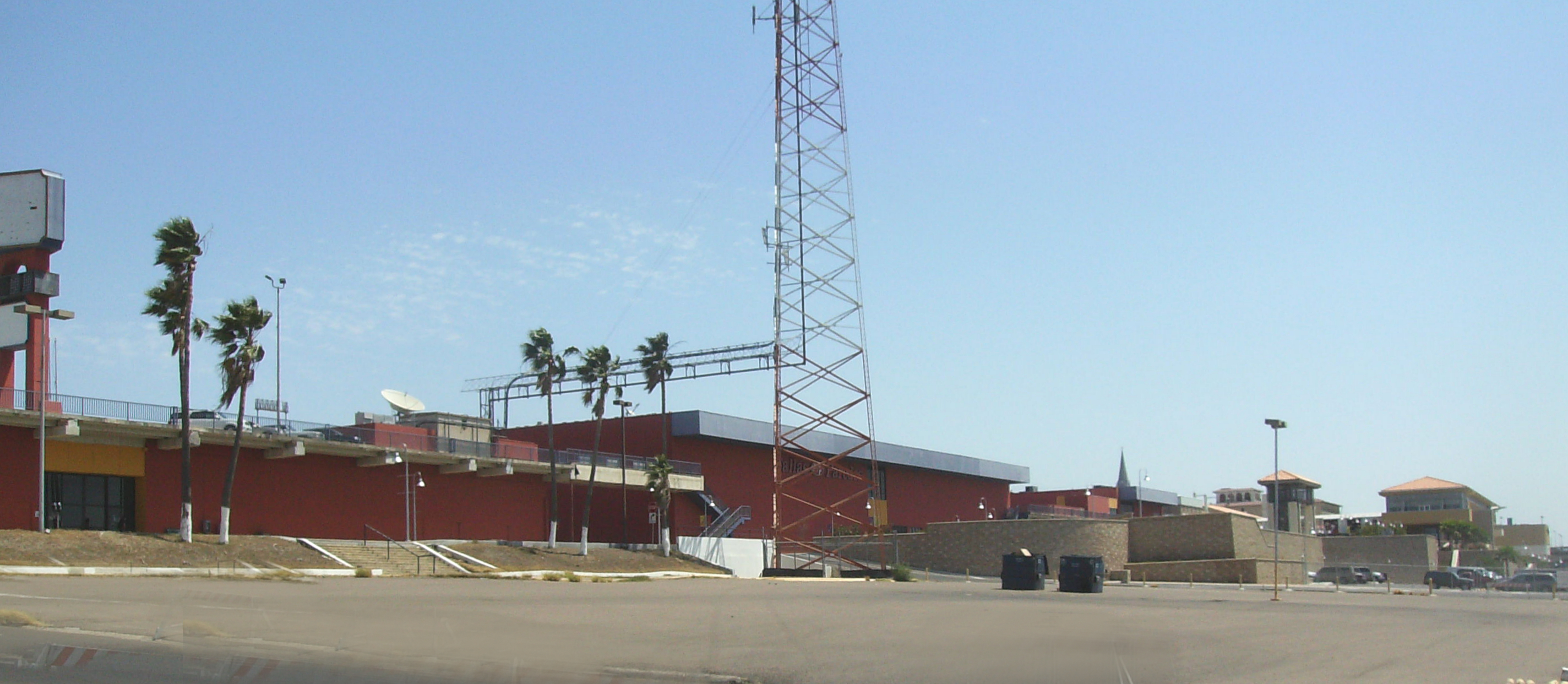
Centro El Portal
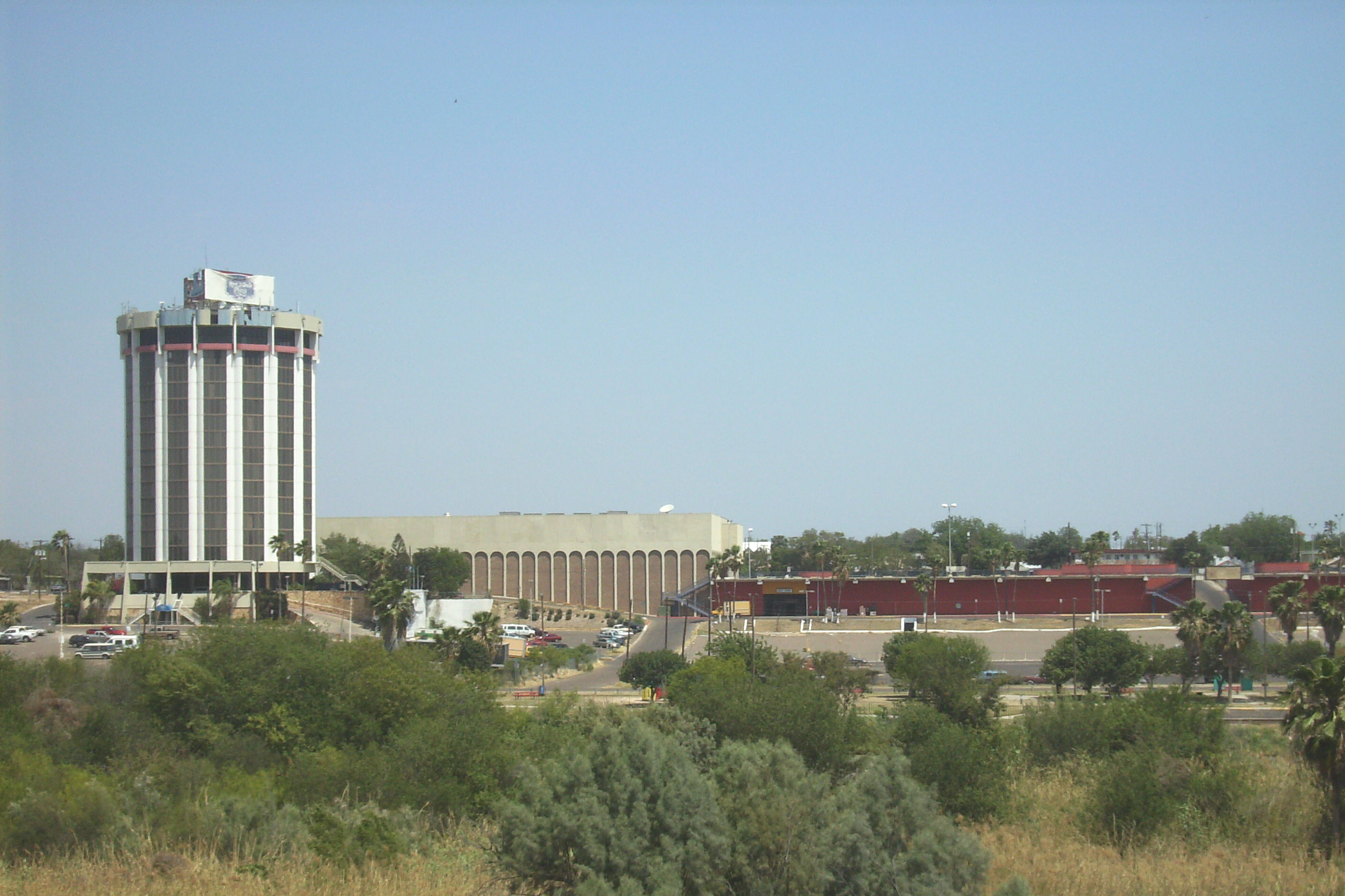
Centro El Portal vista de Nuevo Laredo
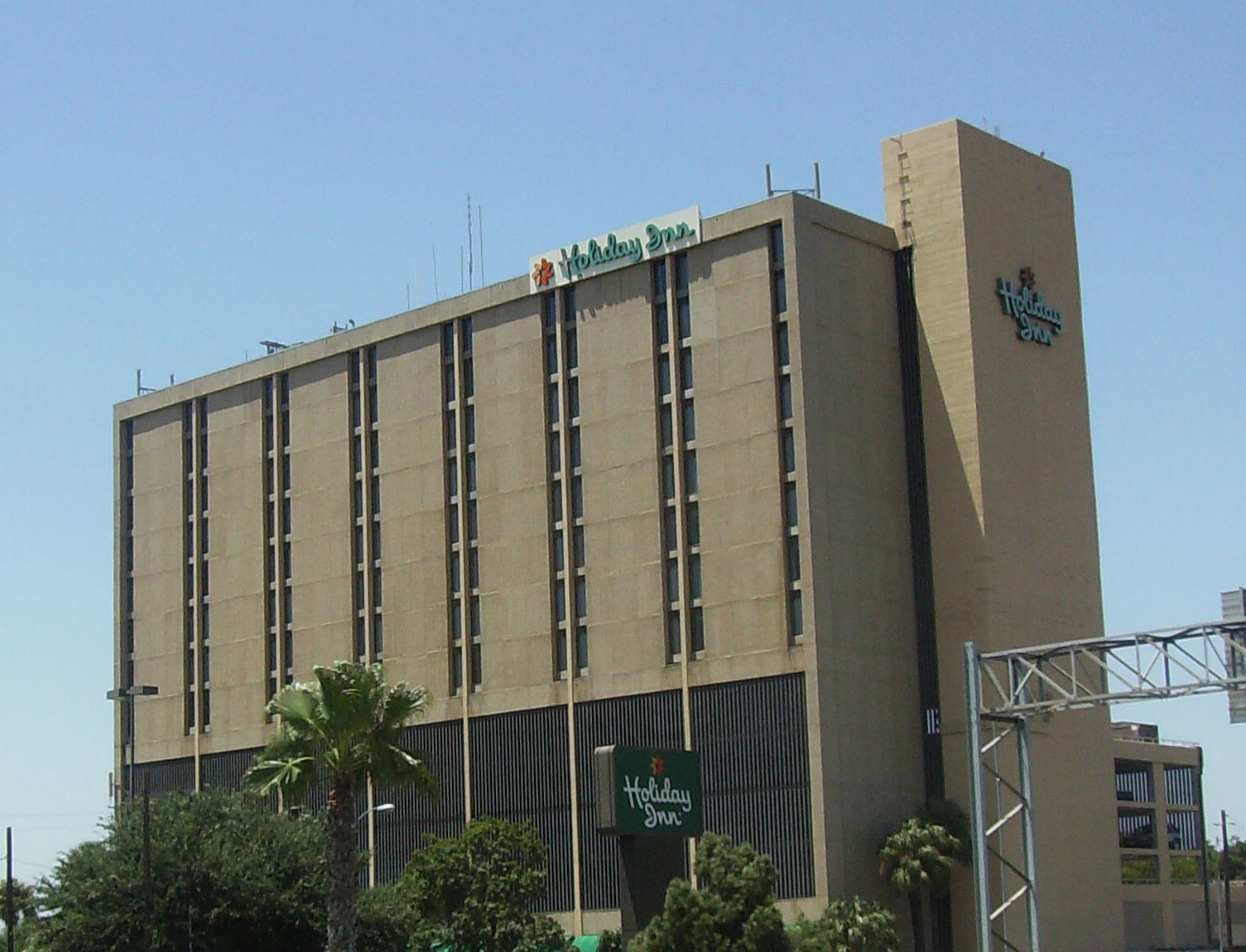
Hotel Holiday Inn
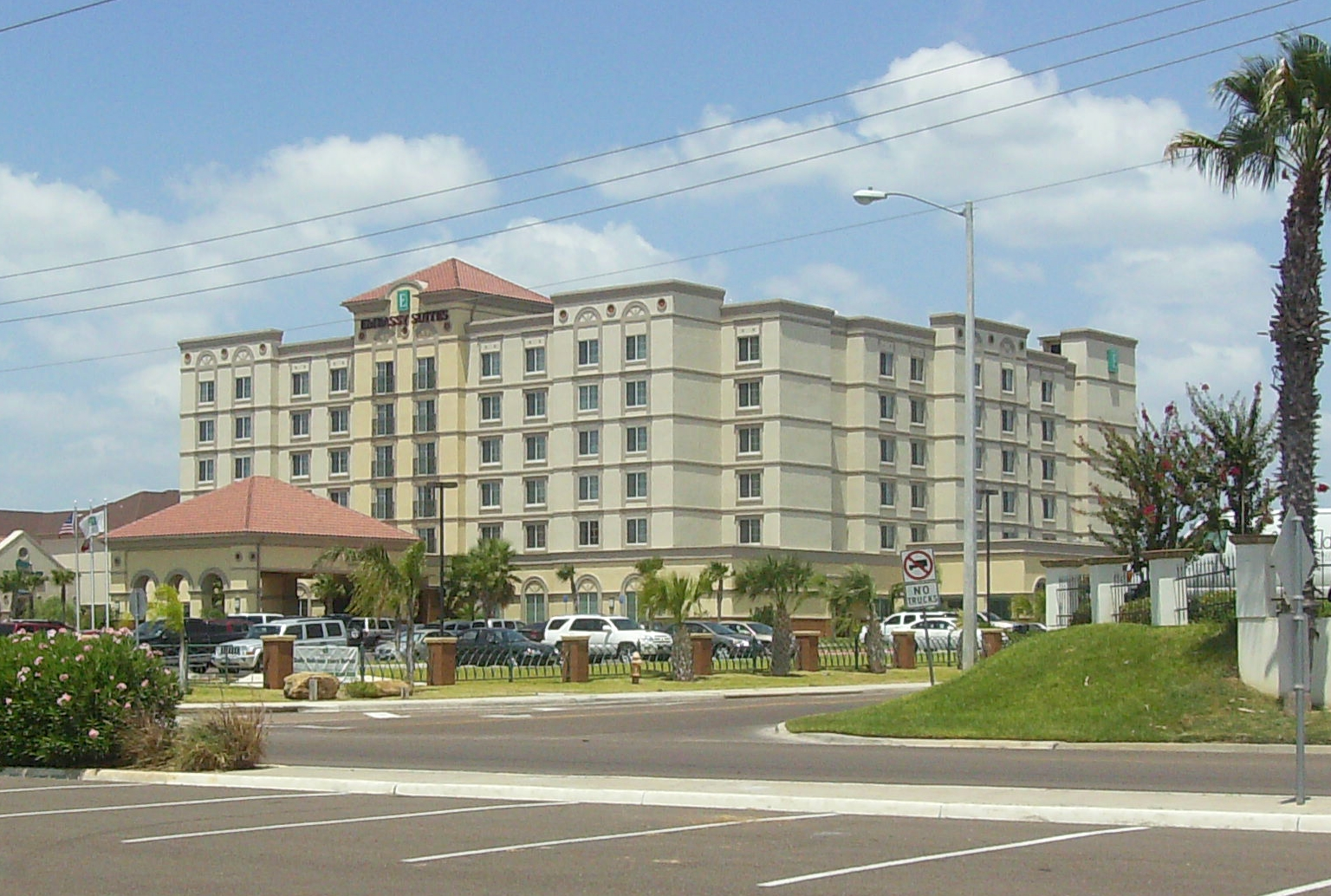
Hotel Embassy Suites
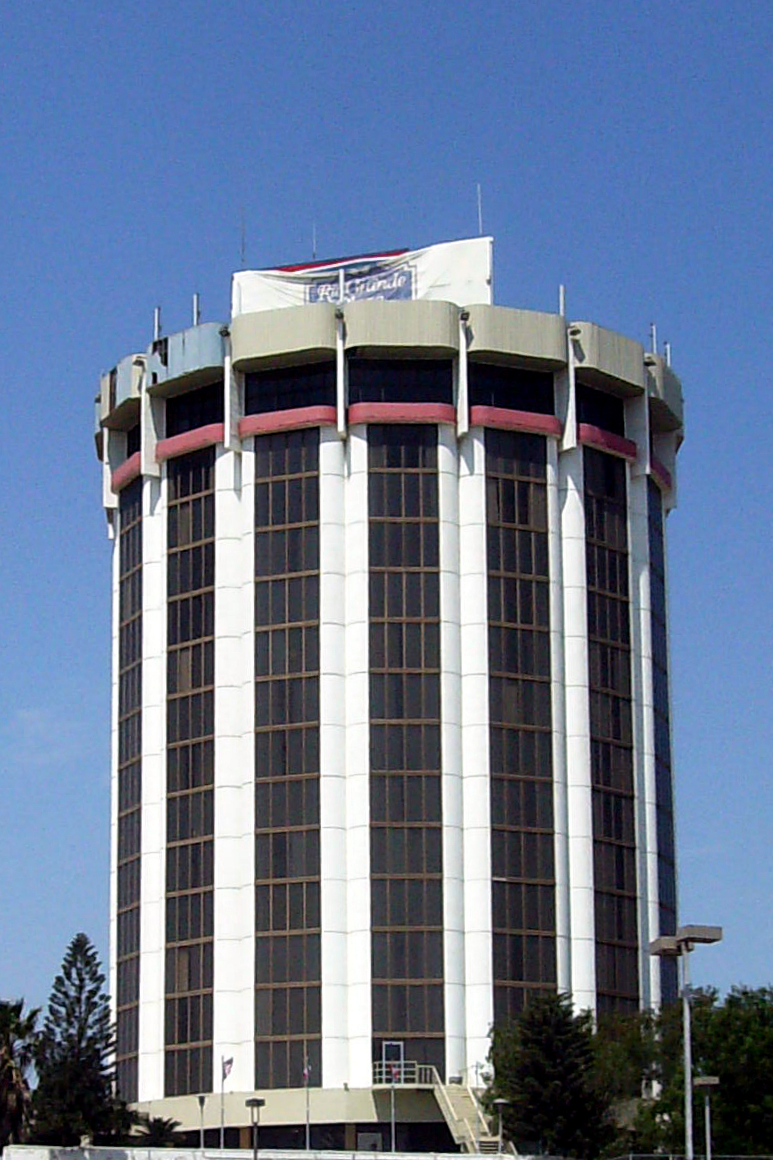
Hotel Río Grande Plaza
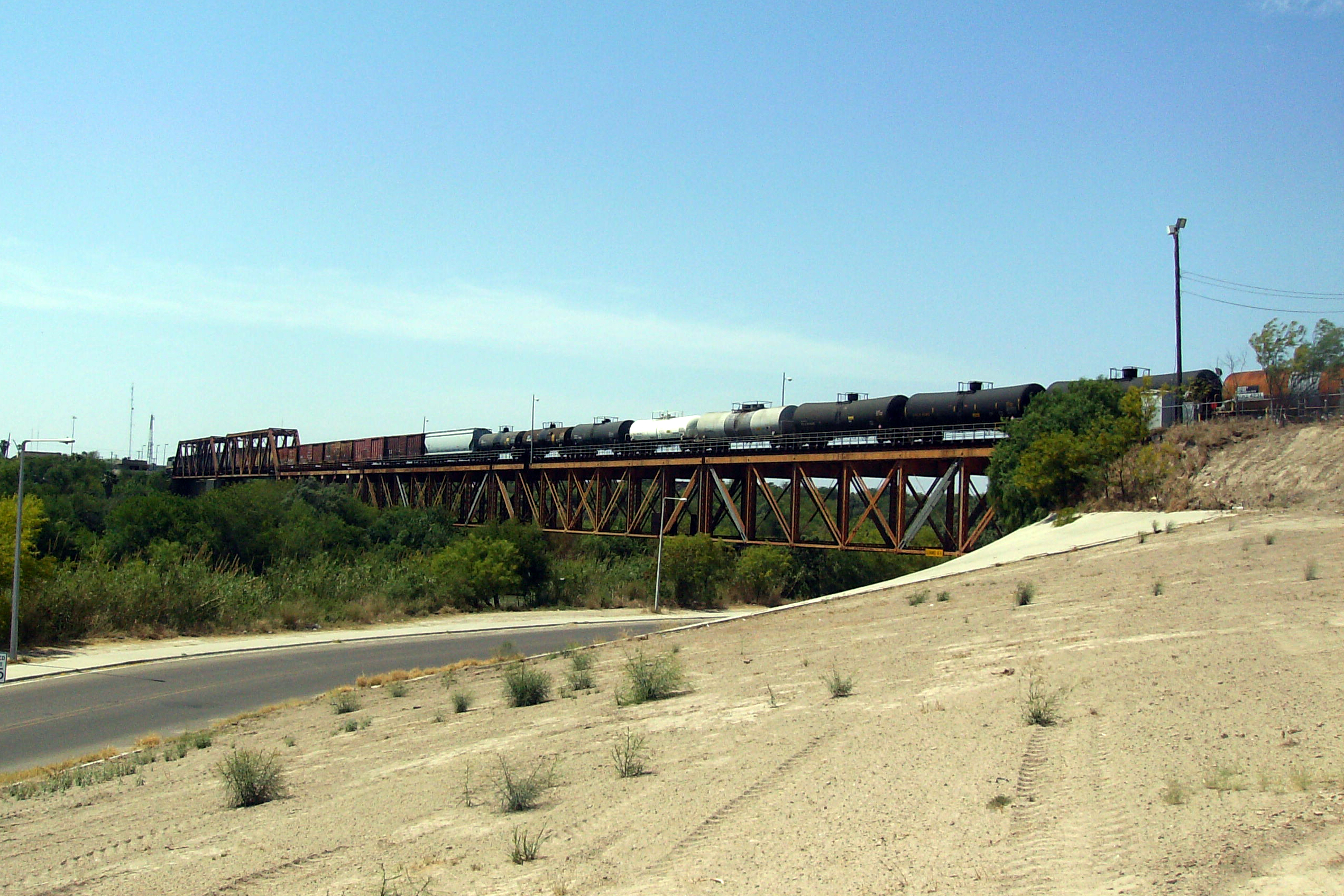
Tex-Mex Railway International Bridge view from Laredo
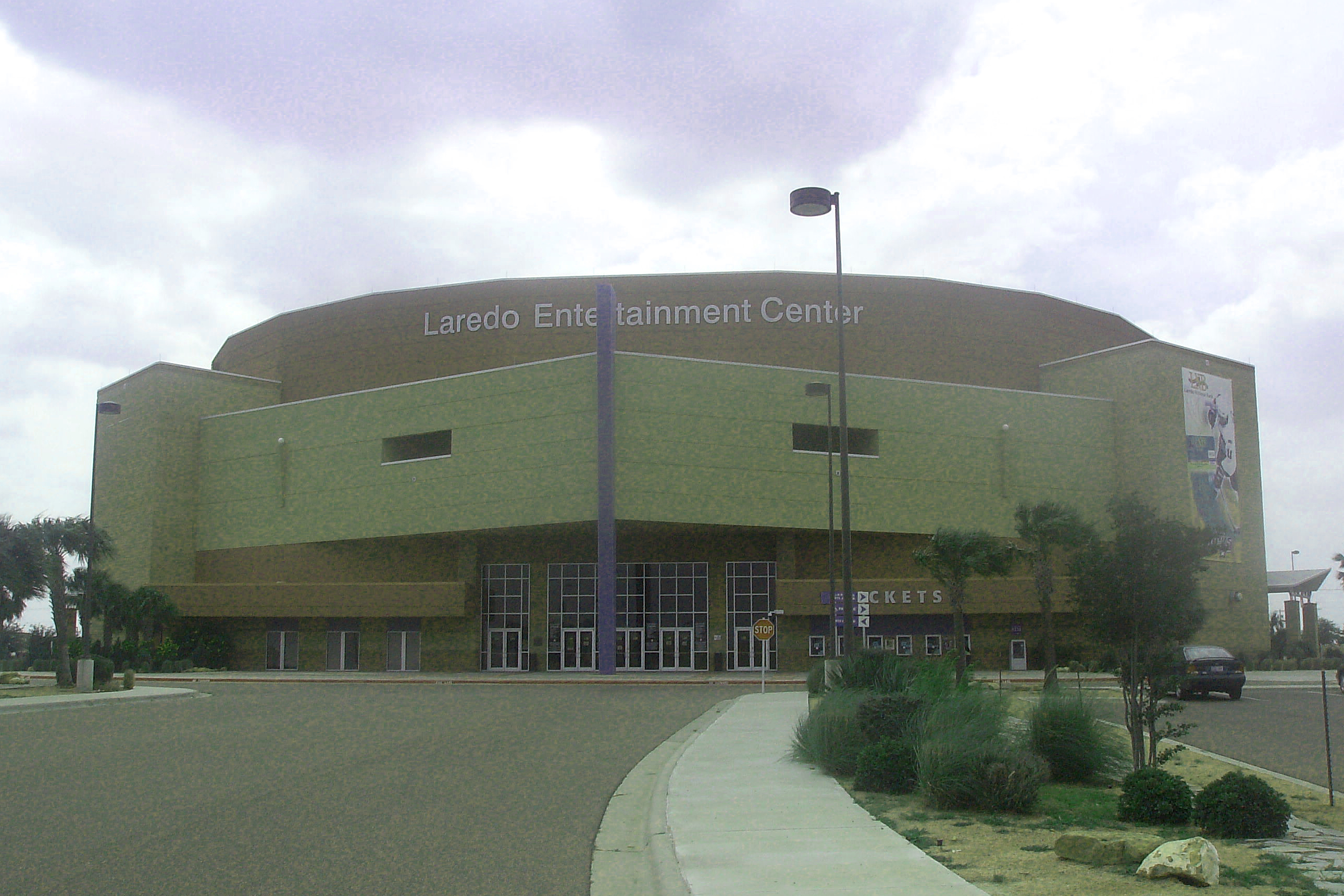
Centro de Entretenimiento de Laredo
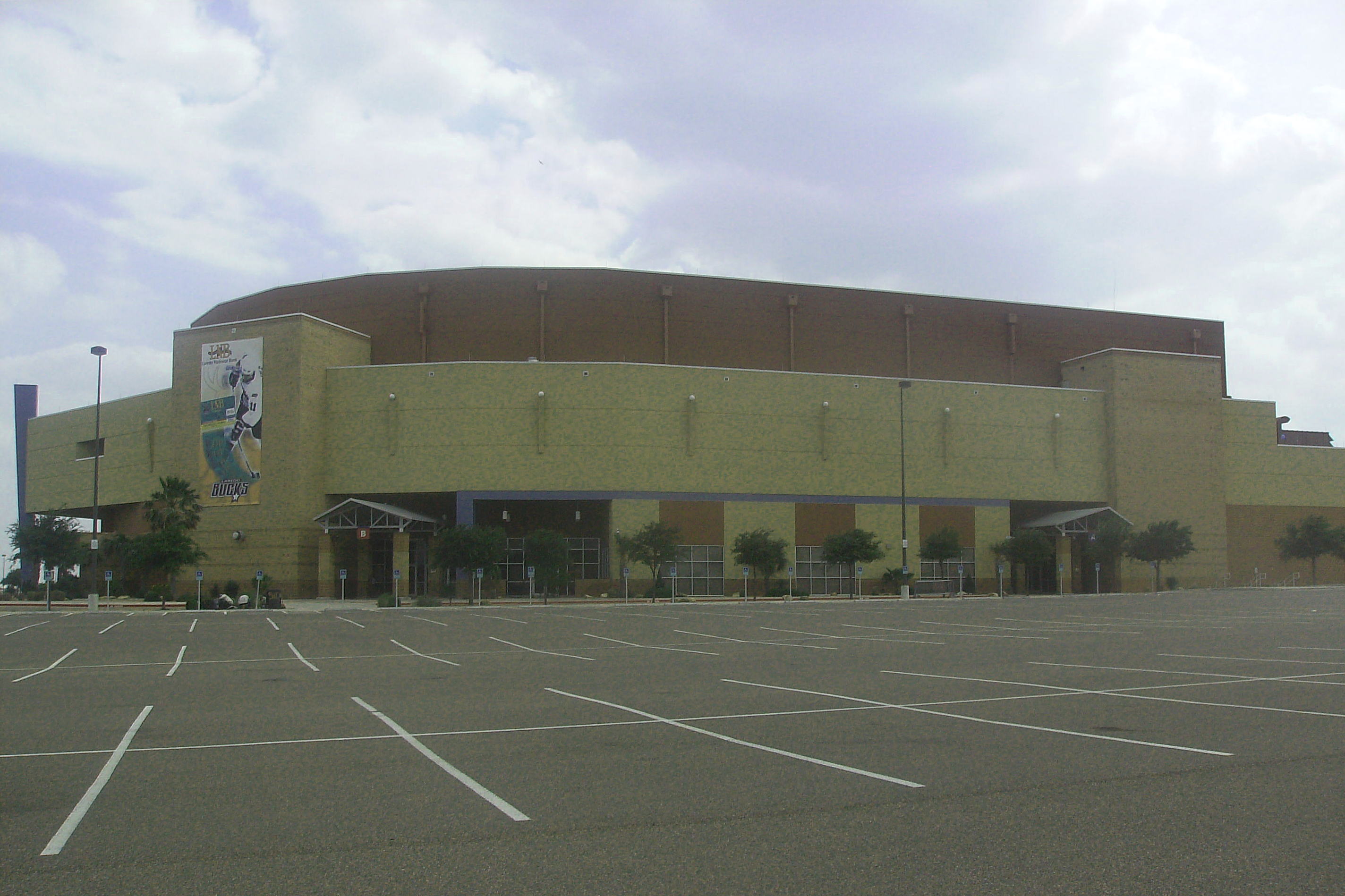
Centro de Entretenimiento de Laredo
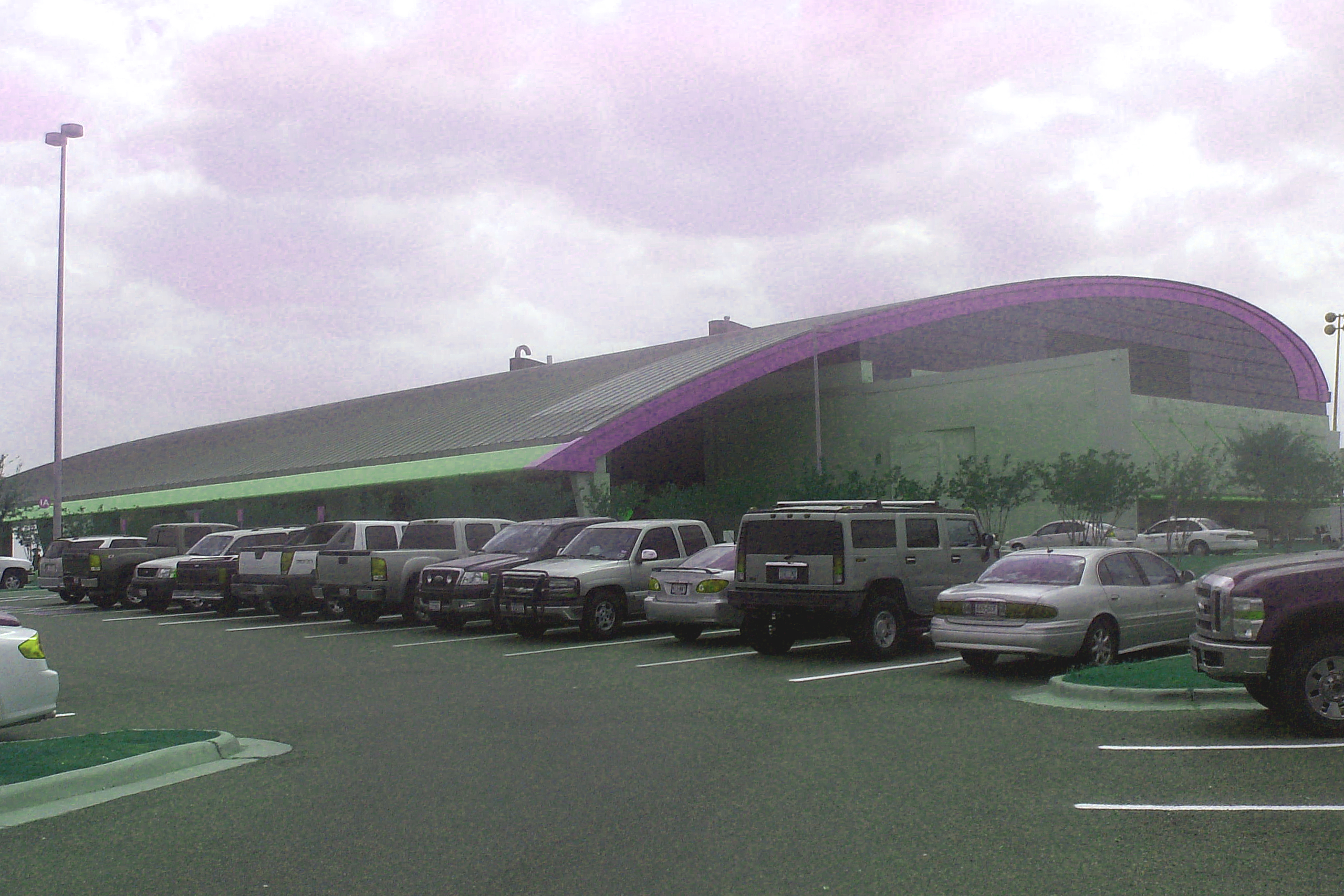
terminal del Aeropuerto Internacional de Laredo
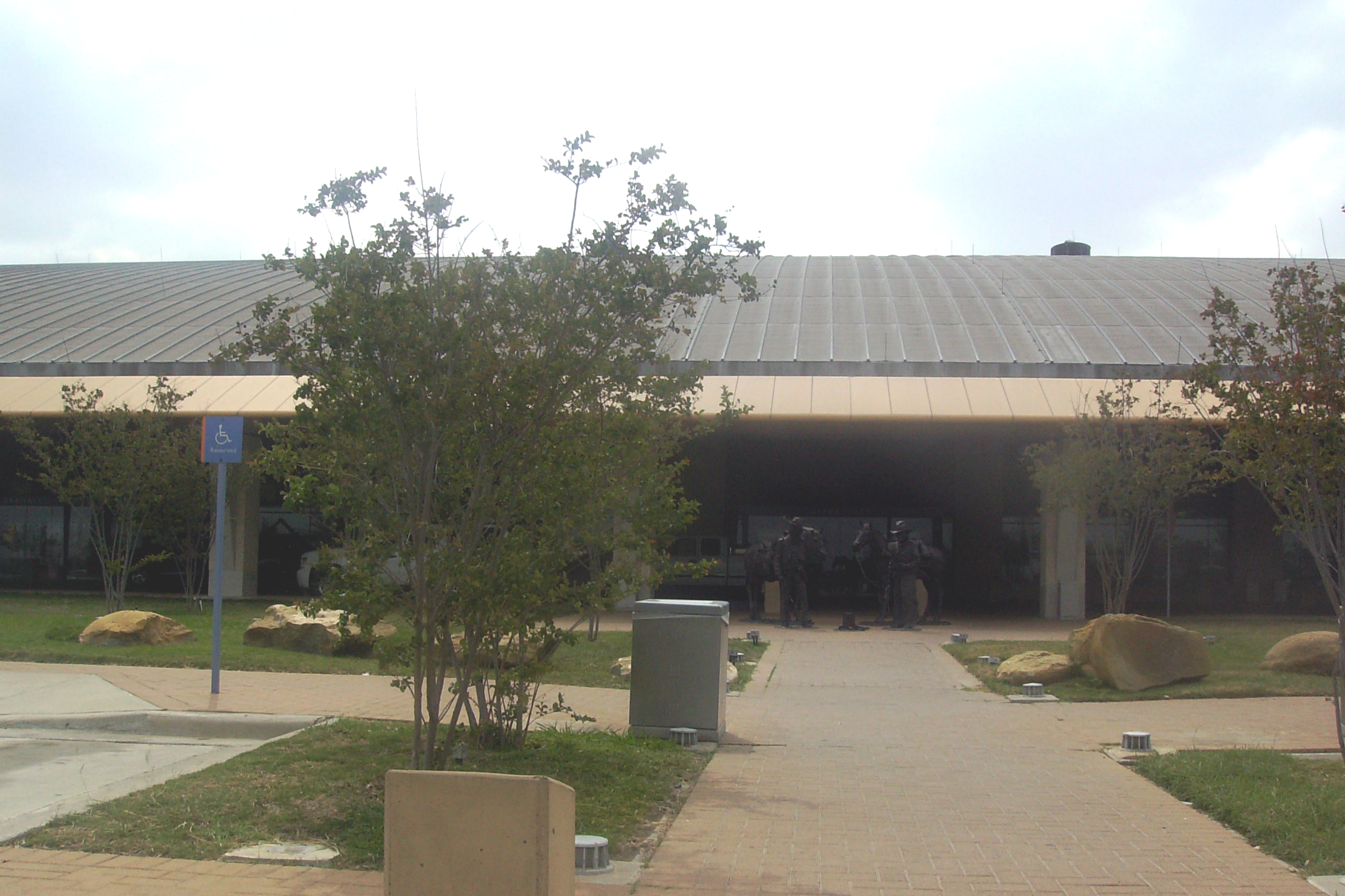
Entrada de la Terminal del Aeropuerto Internacional de Laredo
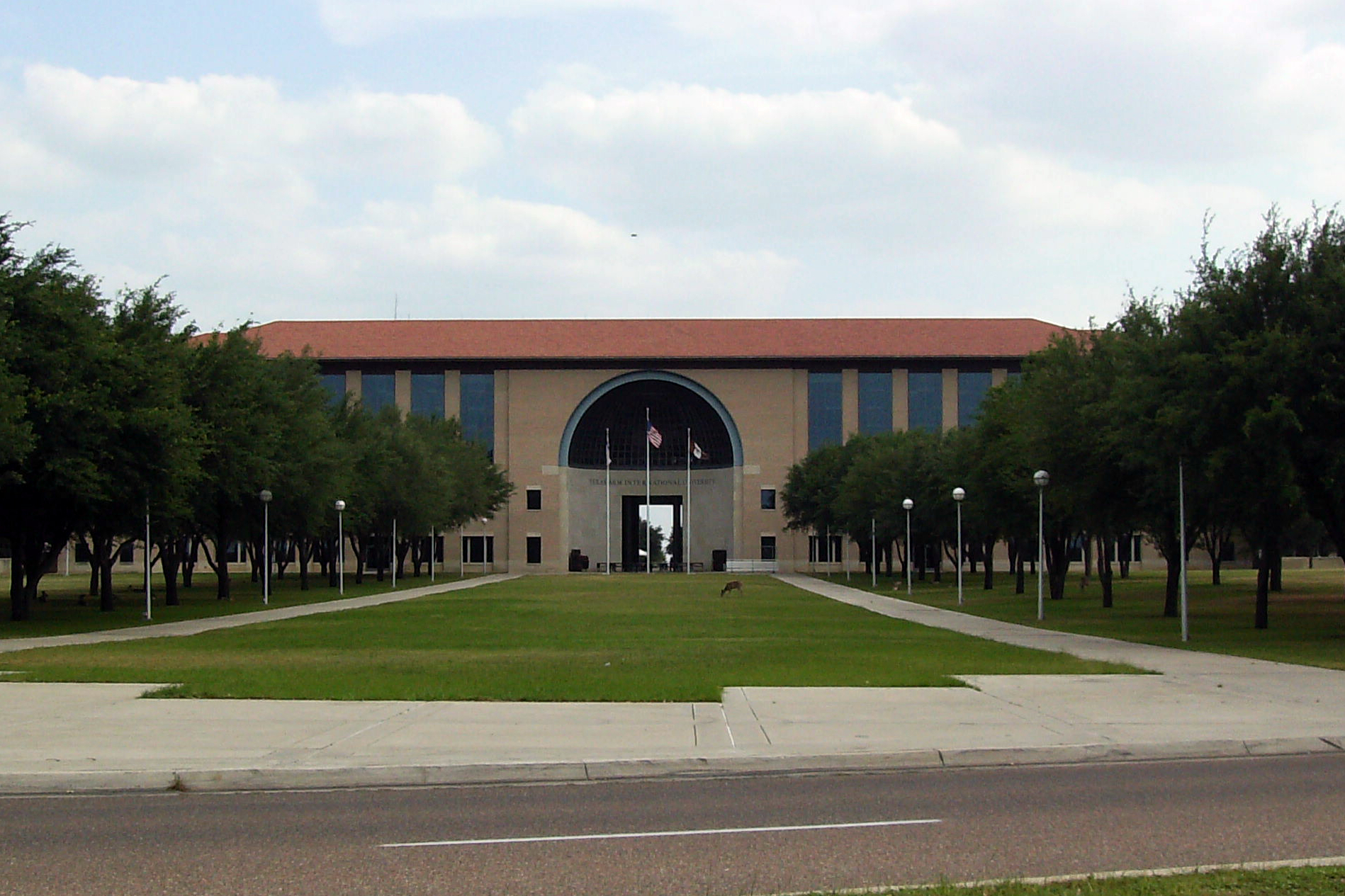
Universidad Texas A&M Internacional en Laredo
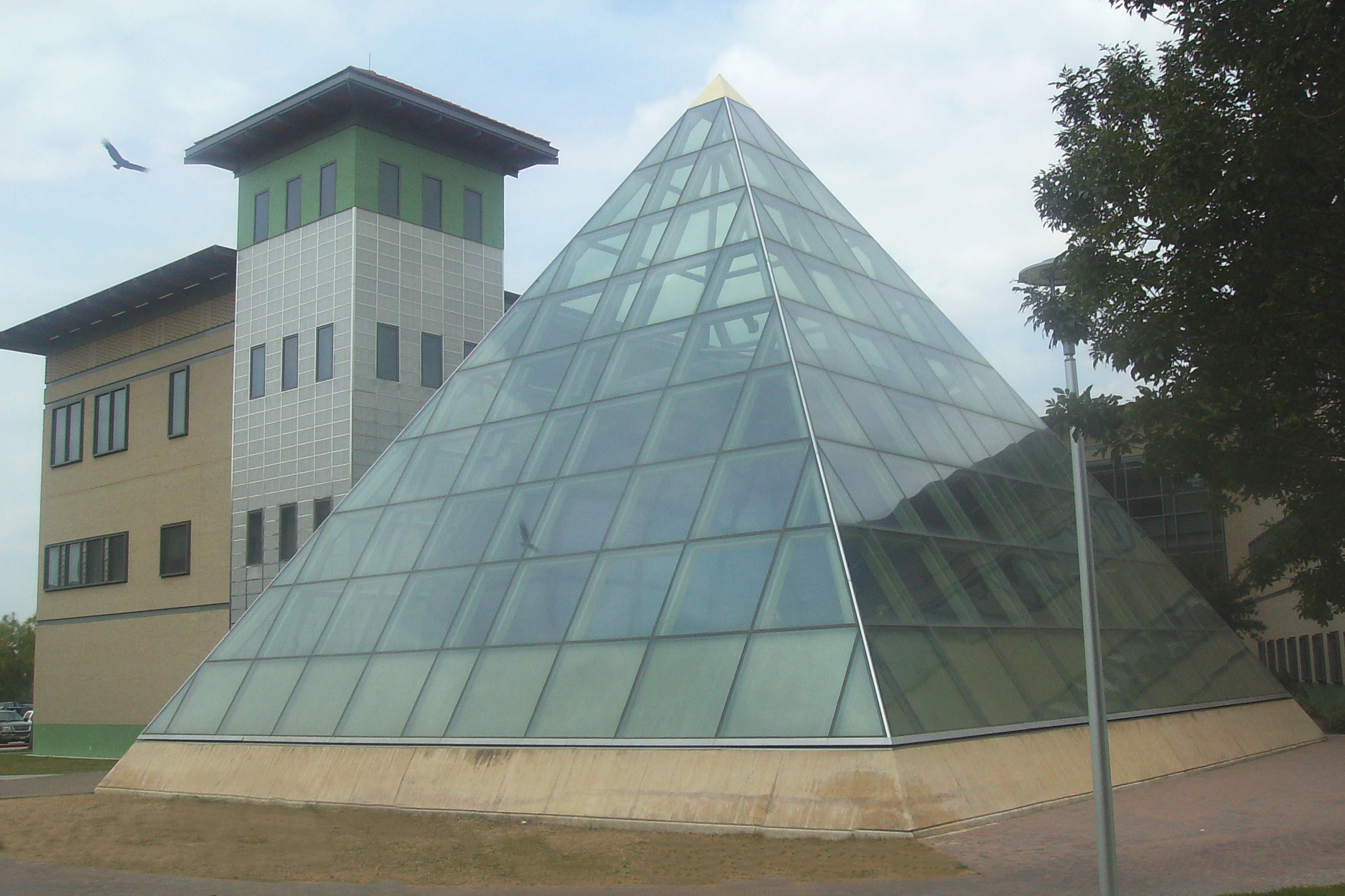
Planetario de Laredo
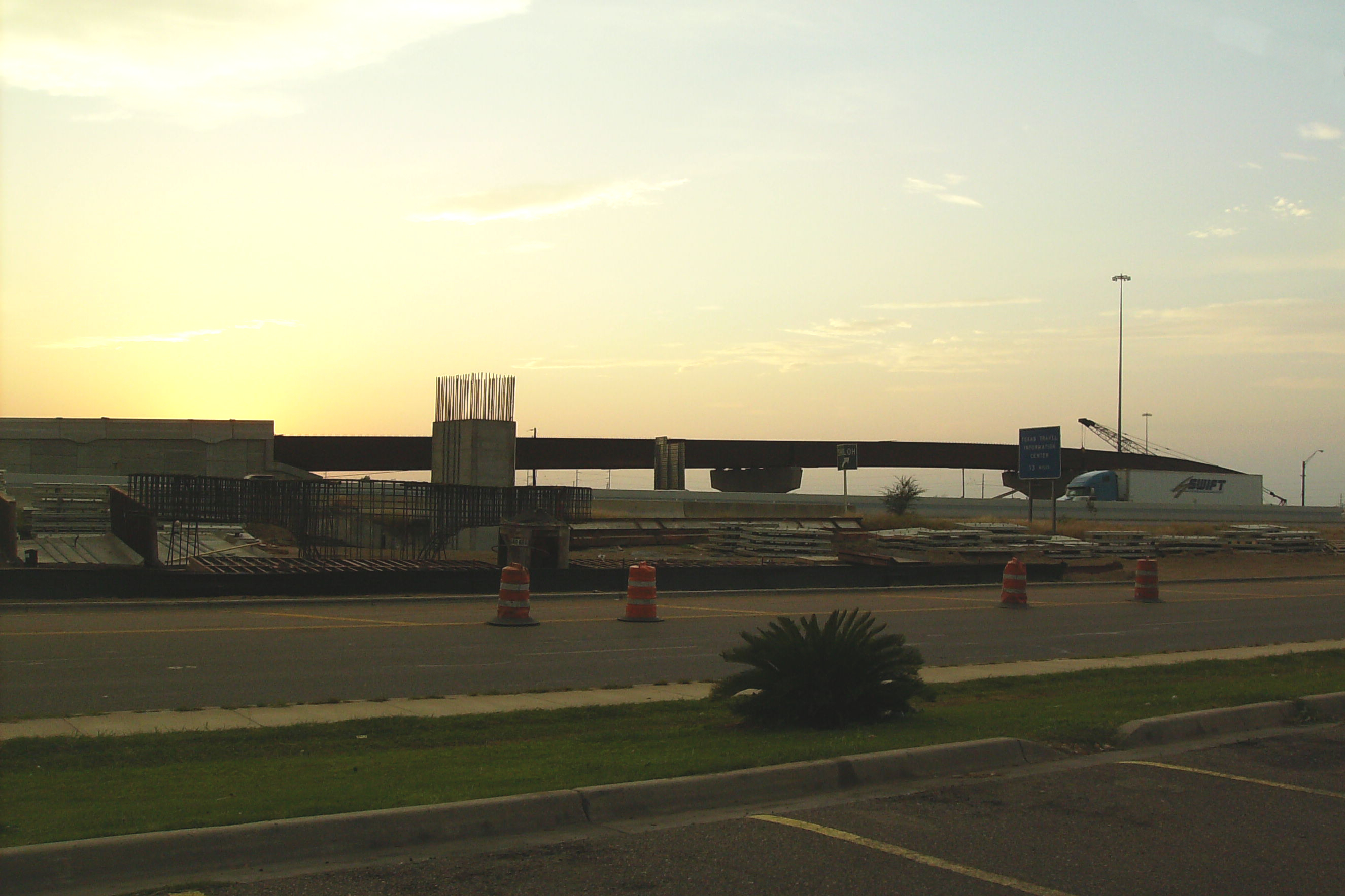
Construcción en la intersección de la autopista IH35 y ruta rural 1472
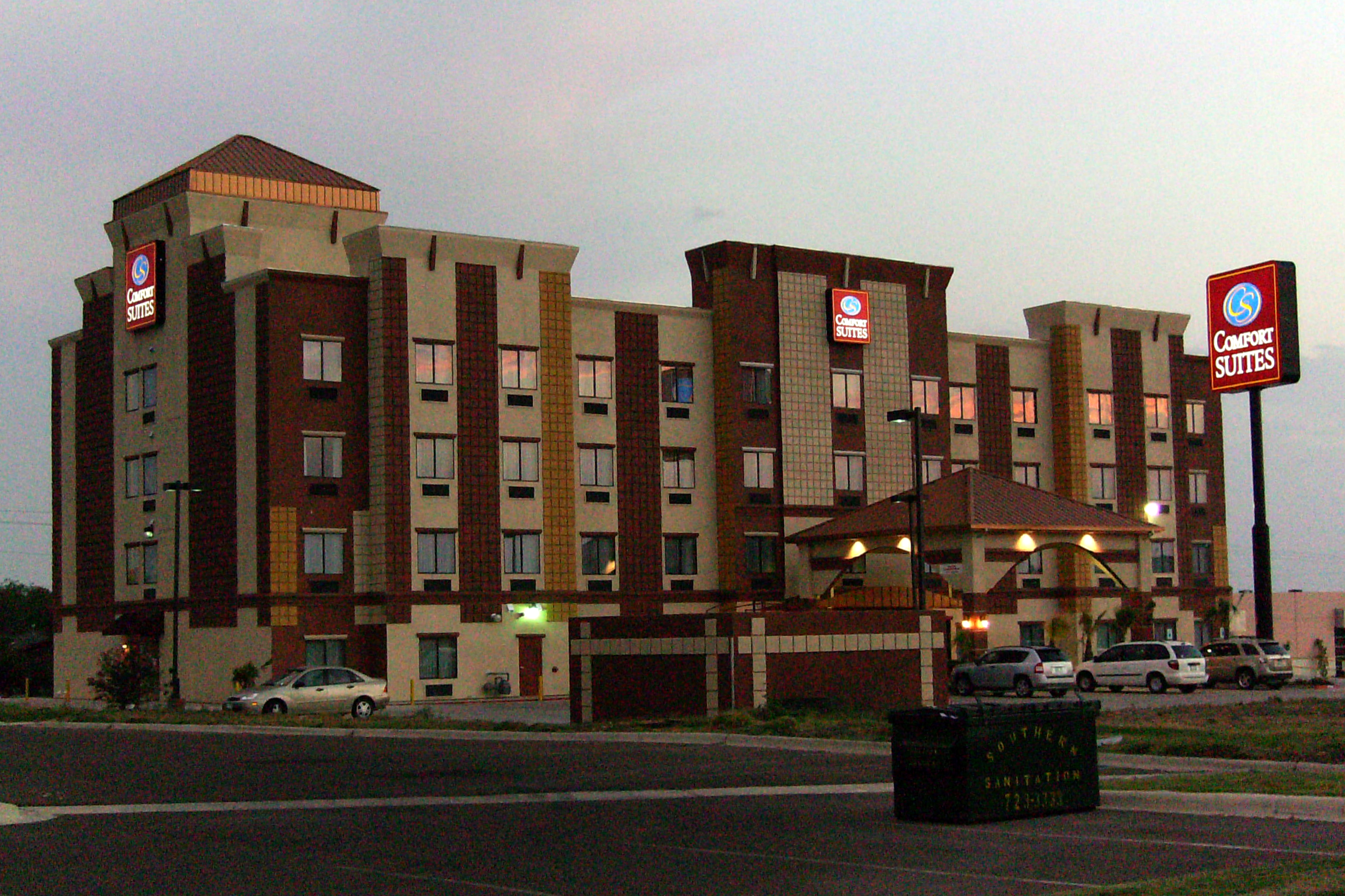
Hotel Comfort Suites en Laredo
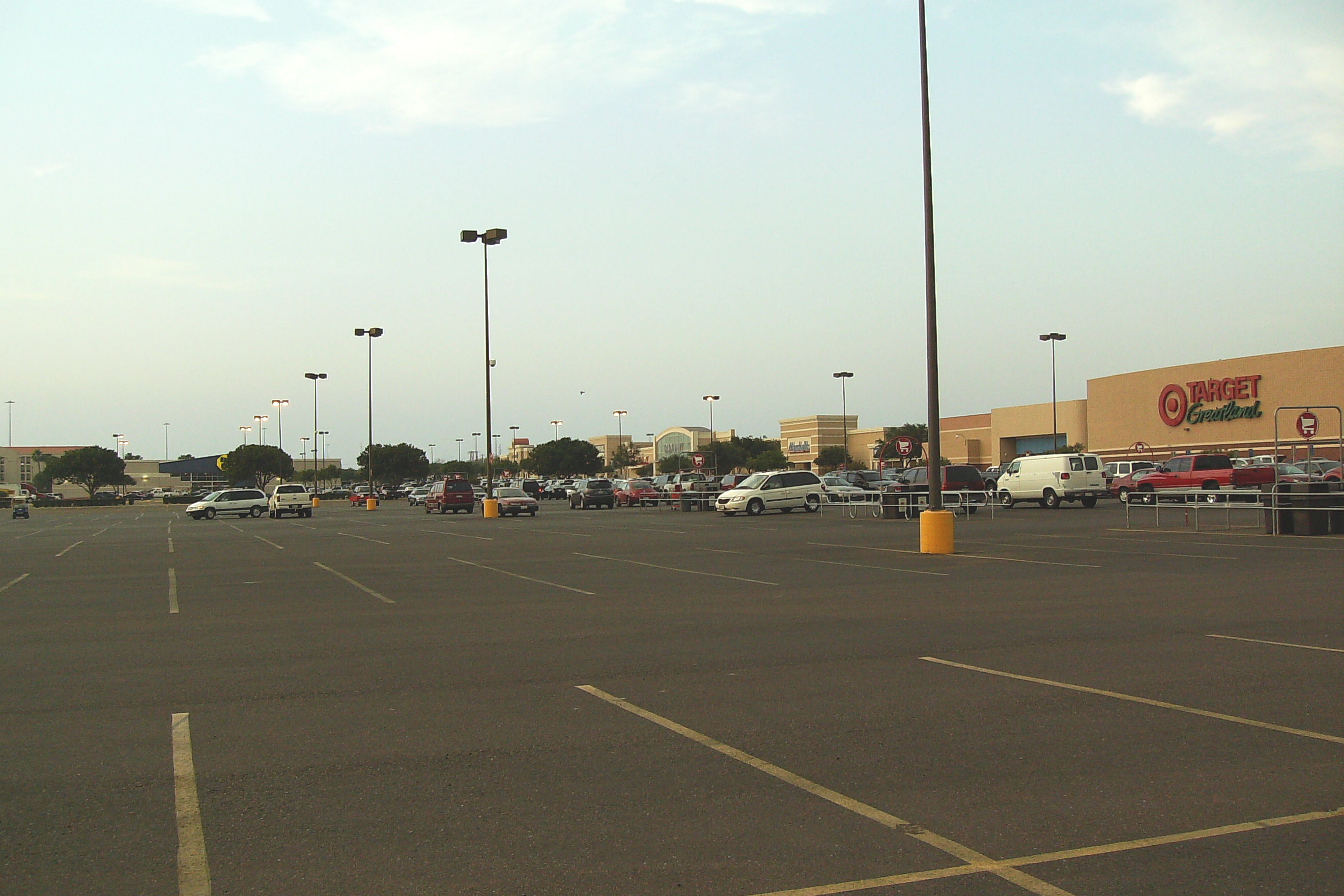
North Creek Plaza (Plaza comercial Arroyo del Norte)

## Véase también

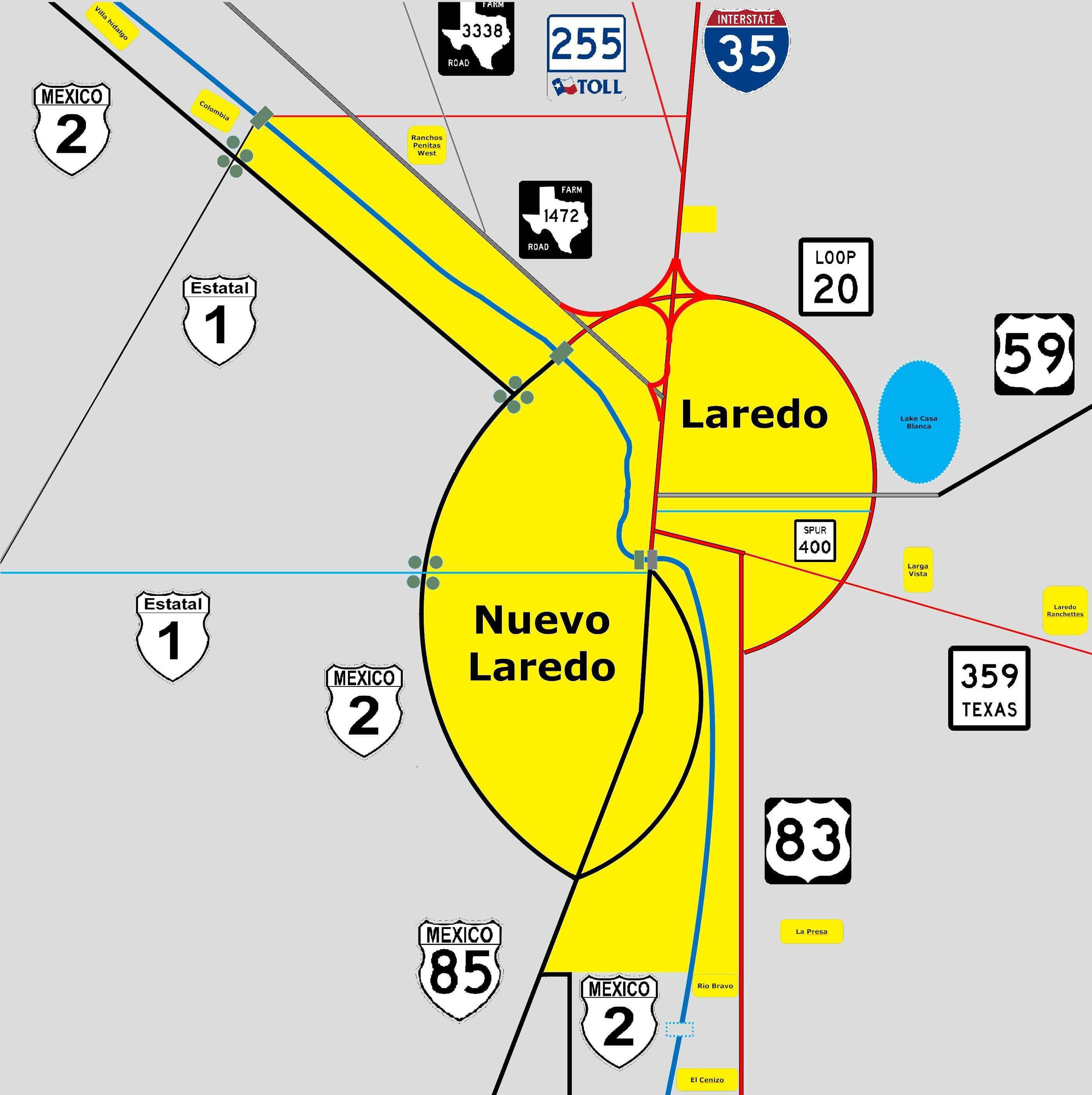
Mapa de la área Metropolitana de Laredo-Nuevo Laredo

## Medios de comunicación

### Periódicos
| Nombre               | Frecuencia | Lenguaje | Ciudad       | Sitio Web       |
| Laredo Morning Times | Diario     | Inglés   | Laredo       | lmtonline.com   |
| LareDOS              | Mensual    | Inglés   | Laredo       | laredosnews.com |
| El Diario            | Diario     | Español  | Nuevo Laredo | diario.net      |
| El Mañana            | Diario     | Español  | Nuevo Laredo | elmanana.com    |
| Primera Hora         | Diario     | Español  | Nuevo Laredo | primerahora.com |
| Última Hora          | Diario     | Español  | Nuevo Laredo | ultimahora.com  |

### Televisión
| Canal | Siglas     | Afiliación                | Ciudad de origen | Sitio Web                                                       |
| 1.1   | XHLNATDT   | Azteca Uno-HD             | Nuevo Laredo     | tvazteca.com                                                    |
| 1.2   | XHLNATDT2  | ADN 40                    | Nuevo Laredo     | adn40.mx                                                        |
| 2.1   | XHLAR-TDT  | Las Estrellas–HD          | Nuevo Laredo     | lasestrellas.tv                                                 |
| 3.1   | XHCTNL-TDT | Imagen Televisión-HD      | Nuevo Laredo     | imagentv.com                                                    |
| 3.4   | XHCTNLTDT4 | Excélsior TV              | Nuevo Laredo     | excelsior.com                                                   |
| 4.1   | XHBR-TDT   | Televisa Nuevo Laredo-HD  | Nuevo Laredo     | televisa.com                                                    |
| 5.1   | XHBRTDT2   | Canal 5                   | Nuevo Laredo     | Canal5.com                                                      |
| 6.1   | XHNAT-TDT  | Multimedios Televisión-HD | Nuevo Laredo     | multimedios.tv                                                  |
| 6.2   | XHNATTDT2  | Milenio Televisión        | Nuevo Laredo     | milenio.com                                                     |
| 6.3   | XHNATTDT3  | Teleritmo                 | Nuevo Laredo     | Teleritmo                                                       |
| 6.4   | XHNATTDT4  | MVS TV                    | Nuevo Laredo     | 52mx.tv                                                         |
| 7.1   | XHLAT-TDT  | Azteca 7-HD               | Nuevo Laredo     | tvazteca.com                                                    |
| 7.2   | XHLATTDT2  | a+                        | Nuevo Laredo     | amastv.com                                                      |
| 8.1   | KGNS-DT    | NBC–HD                    | Laredo           | pro8news.com                                                    |
| 8.2   | KGNSDT2    | ABC-HD                    | Laredo           | abc.go.com                                                      |
| 8.3   | KGNSDT3    | Telemundo-HD              | Laredo           | telemundolaredo.tv                                              |
| 8.5   | KGNSDT5    | True Crime Network        | Laredo           | truecrimenetworktv.com                                          |
| 10.1  | KXNU-LD    | Telemundo-HD              | Laredo           | telemundolaredo.tv                                              |
| 13.1  | KYLX-LD    | CBS–HD                    | Laredo           | cbs.com                                                         |
| 13.2  | KYLXLD2    | The CW                    | Laredo           | cwtv.com                                                        |
| 15.1  | KLMV-LD    | MeTV                      | Laredo           | metv.com                                                        |
| 15.2  | KLMVLD2    | Estrella TV               | Laredo           | estrellatv.com                                                  |
| 15.3  | KLMVLD3    | Movies!                   | Laredo           | moviestvnetwork.com                                             |
| 15.4  | KLMVLD4    | JTV                       | Laredo           | jtv.com                                                         |
| 17.1  | XEFE-TDT   | La Imagen Familiar-HD     | Nuevo Laredo     | xefetv.com                                                      |
| 27.1  | KLDO-DT    | Univision–HD              | Laredo           | kldotv.com Archivado el 26 de julio de 2012 en Wayback Machine. |
| 27.2  | KLDODT2    | LATV                      | Laredo           | latv.com/                                                       |
| 27.3  | KLDODT3    | TBD                       | Laredo           | TBD.com                                                         |
| 27.4  | KLDODT4    | Stadium                   | Laredo           | Stadium.com                                                     |
| 27.5  | KLDODT5    | Court TV                  | Laredo           | Court TV                                                        |
| 31.1  | KXOF-CD    | Fox-HD                    | Laredo           | foxnewssouthtexas.com                                           |
| 31.2  | KXOFCD2    | Grit                      | Laredo           | grittv.com                                                      |
| 31.3  | KXOFCD3    | Laff                      | Laredo           | laff.com                                                        |
| 39.1  | KETF-CD    | UniMÁS–HD                 | Laredo           | unimas.com                                                      |
| 39.2  | KETFCD2    | Comet                     | Laredo           | comettv.com                                                     |
| 39.3  | KETFCD3    | Charge!                   | Laredo           | watchcharge.com                                                 |
| 39.4  | KETFCD4    | Azteca América-HD         | Laredo           | aztecaamerica.com                                               |

### Radio AM
| Frecuencia | Siglas  | Eslogan         | Ciudad de origen | Sitio Web                 | Webcast                                                             |
| 530        | WPMQ285 | TxDOT HAR       | Laredo           | •                         | •                                                                   |
| 790        | XEFE    | La Mera Ley     | Nuevo Laredo     | •                         | sintonizar                                                          |
| 890        | KVOZ    | Radio Cristiana | Laredo           | lanuevaradiocristiana.com | •                                                                   |
| 960        | XEK     | La Grande       | Nuevo Laredo     | xek.com                   | sintonizar                                                          |
| 1000       | XENLT   | Radio Fórmula   | Nuevo Laredo     | radioformula.com          | •                                                                   |
| 1090       | XEWL    | La Romántica    | Nuevo Laredo     | radiorama.com.mx          | sintonizar                                                          |
| 1300       | KLAR    | Radio Poder     | Laredo           | feypoder.com              | sintonizar                                                          |
| 1340       | XEBK    | El Norteñazo    | Nuevo Laredo     | •                         | •                                                                   |
| 1370       | XEGNK   | Radio Mexicana  | Nuevo Laredo     | •                         | sintonizar Archivado el 30 de diciembre de 2011 en Wayback Machine. |
| 1410       | XEAS    | Ke Buena        | Nuevo Laredo     | kebuena.com               | sintonizar Archivado el 22 de diciembre de 2011 en Wayback Machine. |
| 1490       | KLNT    | ESPN Radio      | Laredo           | •                         | •                                                                   |
| 1550       | XENU    | La Rancherita   | Nuevo Laredo     | •                         | sintonizar Archivado el 30 de diciembre de 2011 en Wayback Machine. |
| 1610       | WPMQ285 | TxDOT HAR       | Laredo           | •                         | •                                                                   |

### Radio FM
| Frecuencia | Siglas | Eslogan             | Ciudad de origen | Sitio Web                                                               | Webcast |
| 88.1       | KHOY   | Catholic Radio      | Laredo           | khoy.org                                                                | sintonizar                                                                                                   |
| 88.9       | XHLDO  | Radio Tamaulipas    | Nuevo Laredo     | tamaulipas.gob                                                          | sintonizar (enlace roto disponible en Internet Archive; véase el historial, la primera versión y la última). |
| 89.9       | KBNL   | Radio Manantial     | Laredo           | kbnl.com                                                                | • |
| 91.3       | XHNOE  | Stereo 91.3 FM      | Nuevo Laredo     | xhnoe.com                                                               | sintonizar                                                                                                   |
| 92.7       | KJBZ   | Z93                 | Laredo           | z933.com                                                                | • |
| 94.1       | XHTLN  | Imagen / RMX Laredo | Nuevo Laredo     | rmx.com.mx                                                              | sintonizar                                                                                                   |
| 94.9       | KQUR   | The Works           | Laredo           | 949theworks.com                                                         | sintonizar                                                                                                   |
| 95.7       | XHBK   | Exa FM              | Nuevo Laredo     | •                                                                       | • |
| 96.5       | Pirata | Tu Radio            | Nuevo Laredo     | •                                                                       | • |
| 97.1       | XHNLO  | Multimedios Radio   | Nuevo Laredo     | mmradio.com                                                             | sintonizar                                                                                                   |
| 98.1       | KRRG   | Big Buck Country    | Laredo           | bigbuck98.com Archivado el 21 de septiembre de 2011 en Wayback Machine. | • |
| 99.3       | XHNK   | Digital Ecstasy     | Nuevo Laredo     | radiorama.com                                                           | sintonizar Archivado el 30 de diciembre de 2011 en Wayback Machine.                                          |
| 100.5      | KBDR   | La Ley              | Laredo           | laley1005.com                                                           | sintonizar                                                                                                   |
| 101.5      | XHAS   | Ke Buena            | Nuevo Laredo     | kebuena.com                                                             | sintonizar Archivado el 22 de diciembre de 2011 en Wayback Machine.                                          |
| 102.3      | XHMW   | Los 40 Principales  | Nuevo Laredo     | radiorama.com                                                           | sintonizar Archivado el 30 de diciembre de 2011 en Wayback Machine.                                          |
| 103.3      | XHAHU  | Radio Nuevo León    | Anáhuac          | •                                                                       | sintonizar                                                                                                   |
| 104.5      | Pirata | La Más Pesada       | Nuevo Laredo     | •                                                                       | • |
| 104.9      | XHNLR  | Radio UAT           | Nuevo Laredo     | uat.mx                                                                  | • |
| 106.1      | KNEX   | Hot 106.1           | Laredo           | hot1061.com                                                             | sintonizar                                                                                                   |
| 106.5      | Pirata | La Tremenda         | Nuevo Laredo     | tremenda.com.mx                                                         | • |
| 107.3      | XHGTS  | Digital 107.3       | Nuevo Laredo     | digital1073.com                                                         | sintonizar                                                                                                   |
| 162.55     | WXK26  | NOAA Weather Radio  | Laredo           | noaa.gov                                                                | • |